# Statistiche e record di Martina Navrátilová
| Finali in carriera | Finali in carriera     | Finali in carriera | Finali in carriera | Finali in carriera | Finali in carriera |
| Specialità | Categoria              | Vittorie           | Sconfitte          | Totale             | Percentuale        |
| --- | ---------------------- | ------------------ | ------------------ | ------------------ | ------------------ |
| Singolare | Grande Slam            | 18                 | 14                 | 32                 | 56%                |
| Singolare | Olimpiadi estive       | –                  | –                  | –                  | –                  |
| Singolare | Torneo di fine anno    | 8                  | 6                  | 14                 | 57%                |
| Singolare | WTA Premier Mandatory* | –                  | –                  | –                  | –                  |
| Singolare | WTA Tour               | 141                | 52                 | 193                | 73%                |
| Singolare | Totale                 | 167                | 72                 | 239                | 70%                |
| Doppio | Grande Slam            | 31                 | 6                  | 37                 | 84%                |
| Doppio | Olimpiadi estive       | –                  | –                  | –                  | –                  |
| Doppio | Torneo di fine anno    | 11                 | 0                  | 11                 | 100%               |
| Doppio | WTA Premier Mandatory* | –                  | –                  | –                  | –                  |
| Doppio | WTA Tour               | 135                | 40                 | 175                | 77%                |
| Doppio | Totale                 | 177                | 46                 | 223                | 79%                |
| Doppio misto | Grande Slam            | 10                 | 6                  | 16                 | 62.5%              |
| Doppio misto | Totale                 | 10                 | 6                  | 16                 | 68%                |
| Totale | Totale                 | 354                | 124                | 478                | 74%                |
| 1) Percentuale=percentuale di vittorie sul totale di finali disputate 2) * conosciuti in precedenza come tornei "Tier I". |                        |                    |                    |                    |                    |

In questa pagina sono riportate le statistiche e i record realizzati da Martina Navrátilová durante la sua carriera tennistica.

## Statistiche

### Singolare

#### Vittorie

##### Grande Slam (18)
| Anno | Torneo              | Avversario in finale | Punteggio        |
| 1978 | Wimbledon (1)       | Chris Evert          | 2–6, 6–4, 7–5    |
| 1979 | Wimbledon (2)       | Chris Evert          | 6–4, 6–4         |
| 1981 | Australian Open (1) | Chris Evert          | 6(4)–7, 6–4, 7–5 |
| 1982 | Open di Francia     | Andrea Jaeger        | 7–6(6), 6–1      |
| 1982 | Wimbledon (3)       | Chris Evert          | 6–1, 3–6, 6–2    |
| 1983 | Wimbledon (4)       | Andrea Jaeger        | 6–0, 6–3         |
| 1983 | US Open (1)         | Chris Evert          | 6–1, 6–3         |
| 1983 | Australian Open (2) | Kathy Jordan         | 6–2, 7–6(5)      |
| 1984 | Open di Francia (2) | Chris Evert          | 6–3, 6–1         |
| 1984 | Wimbledon (5)       | Chris Evert          | 7–6(5), 6–2      |
| 1984 | US Open (2)         | Chris Evert          | 4–6, 6–4, 6–4    |
| 1985 | Wimbledon (6)       | Chris Evert          | 4–6, 6–3, 6–2    |
| 1985 | Australian Open (3) | Chris Evert          | 6–2, 4–6, 6–2    |
| 1986 | Wimbledon (7)       | Hana Mandlíková      | 7–6(1), 6–3      |
| 1986 | US Open (3)         | Helena Suková        | 6–3, 6–2         |
| 1987 | Wimbledon (8)       | Steffi Graf          | 7–5, 6–3         |
| 1987 | US Open (4)         | Steffi Graf          | 7–6(4), 6–1      |
| 1990 | Wimbledon (9)       | Zina Garrison        | 6–4, 6–1         |

##### Altri titoli
| Anno              | Torneo                                                                       | Superficie       | Avversaria in finale       | Punteggio           |
| ----------------- | ---------------------------------------------------------------------------- | ---------------- | -------------------------- | ------------------- |
| 22 settembre 1974 | United Airlines Tournament of Champions, Orlando                             | Terra rossa      | Julie Heldman              | 7–6(4), 6–4         |
| 2 febbraio 1975   | Virginia Slims of Washington, Washington                                     | Sintetico indoor | Kerry Melville             | 6–3, 6–1            |
| 8 marzo 1975      | Virginia Slims of Boston, Boston                                             | Sintetico indoor | Evonne Goolagong           | 6–2, 4–6, 6–3       |
| 14 settembre 1975 | Charlotte Classic, Charlotte                                                 | Terra rossa      | Evonne Goolagong Cawley    | 4–6, 6–2, 7–5       |
| 22 settembre 1975 | Majestic Tournament, Denver                                                  | Cemento indoor   | Carrie Meyer               | 4–6, 6–4, 6–3       |
| 2 novembre 1975   | US Indoors, Charlotte                                                        | Sintetico indoor | Evonne Goolagong Cawley    | 4–6, 6–2, 7–5       |
| 18 gennaio 1976   | Virginia Slims of Houston, Houston                                           | Sintetico indoor | Chris Evert                | 6–3, 6–4            |
| 5 dicembre 1976   | WTA Sydney, Sydney                                                           | Erba             | Betty Stöve                | 7–5, 6–2            |
| 9 gennaio 1977    | Virginia Slims of Washington, Washington                                     | Sintetico indoor | Chris Evert                | 6–2, 6–3            |
| 23 gennaio 1977   | Virginia Slims of Houston, Houston                                           | Sintetico indoor | Sue Barker                 | 7–6(3), 7–5         |
| 30 gennaio 1977   | US Indoors, Minneapolis                                                      | Sintetico indoor | Sue Barker                 | 6–0, 6–1            |
| 27 febbraio 1977  | Virginia Slims of Detroit, Detroit                                           | Sintetico indoor | Sue Barker                 | 6–4, 6–4            |
| 19 giugno 1977    | Edinburgh Cup, Edimburgo                                                     | Erba             | Kristien Shaw-Kemmer       | 2–6, 9–8, 7–5       |
| 22 agosto 1977    | Charlotte Classic, Charlotte                                                 | Terra rossa      | Mima Jaušovec              | 3–6, 6–2, 6–1       |
| 8 gennaio 1978    | Virginia Slims of Washington, Washington                                     | Sintetico indoor | Betty Stöve                | 7–5, 6–4            |
| 22 gennaio 1978   | Virginia Slims of Houston, Houston                                           | Sintetico indoor | Billie Jean King           | 1–6, 6–2, 6–2       |
| 29 gennaio 1978   | Virginia Slims of Los Angeles, Los Angeles                                   | Cemento indoor   | Rosie Casals               | 6–3, 6–2            |
| 5 febbraio 1978   | Virginia Slims of Chicago, Chicago                                           | Sintetico indoor | Evonne Goolagong Cawley    | 6(4–5)–7, 6–2, 6–2  |
| 12 febbraio 1978  | Virginia Slims of Seattle, Seattle                                           | Sintetico indoor | Betty Stöve                | 6–1, 1–6, 6–1       |
| 26 febbraio 1978  | Virginia Slims of Detroit, Detroit                                           | Sintetico indoor | Dianne Fromholtz Balestrat | 6–3, 6–2            |
| 5 marzo 1978      | Virginia Slims of Kansas, Kansas City                                        | Cemento indoor   | Billie Jean King           | 7–5, 2–6, 6–3       |
| 2 aprile 1978     | Virginia Slims Championships, Oakland                                        | Sintetico indoor | Evonne Goolagong Cawley    | 7–6(5–0) , 6–4      |
| 24 giugno 1978    | International Women's Open, Eastbourne                                       | Erba             | Chris Evert                | 6–4, 4–6, 9–7       |
| 8 ottobre 1978    | Thunderbird Classic, Phoenix                                                 | Cemento          | Tracy Austin               | 6–4, 6–2            |
| 14 gennaio 1979   | Avon Championships of California, Oakland                                    | Sintetico indoor | Chris Evert                | 7–5, 7–5            |
| 21 gennaio 1979   | Avon Championships of Houston, Houston                                       | Sintetico indoor | Virginia Wade              | 6–3, 6–2            |
| 4 febbraio 1979   | Avon Championships of Chicago, Chicago                                       | Sintetico indoor | Tracy Austin               | 6–3, 6–4            |
| 4 marzo 1979      | Avon Championships of Dallas, Dallas                                         | Sintetico indoor | Chris Evert                | 6–4, 6–4            |
| 25 marzo 1979     | Avon Circuit Championships, New York                                         | Sintetico indoor | Tracy Austin               | 6–3, 3–6, 6–2       |
| 19 agosto 1979    | Central Fidelity Bank International, Richmond                                | Sintetico indoor | Kathy Jordan               | 6–1, 6–3            |
| 29 settembre 1979 | Toyota Classic, Atlanta                                                      | Cemento          | Wendy Turnbull             | 7–6(6), 6–4         |
| 14 ottobre 1979   | Thunderbird Classic, Phoenix                                                 | Cemento          | Chris Evert                | 6–1, 6–3            |
| 25 novembre 1979  | Brighton International, Brighton                                             | Sintetico indoor | Chris Evert                | 6–3, 6–3            |
| 8 gennaio 1980    | Colgate Series Championships, Landover                                       | Sintetico indoor | Tracy Austin               | 6–2, 6–1            |
| 20 gennaio 1980   | Avon Championships of Kansas, Kansas City                                    | Sintetico indoor | Greer Stevens              | 6–0, 6–2            |
| 21 gennaio 1980   | Avon Championships of Chicago, Chicago                                       | Sintetico indoor | Chris Evert                | 6–4, 6–4            |
| 4 febbraio 1980   | Avon Championships of Los Angeles, Los Angeles                               | Sintetico indoor | Tracy Austin               | 6–2, 6–0            |
| 11 febbraio 1980  | Avon Championships of California, Oakland                                    | Sintetico indoor | Evonne Goolagong Cawley    | 6–1, 7–6(4)         |
| 9 marzo 1980      | Avon Championships of Dallas, Dallas                                         | Sintetico indoor | Evonne Goolagong Cawley    | 6–3, 6–2            |
| 15 aprile 1980    | Bausch & Lomb Championships, Amelia Island                                   | Terra verde      | Hana Mandlíková            | 5–7, 6–3, 6–2       |
| 4 maggio 1980     | United Airlines Tournament of Champions, Orlando                             | Terra rossa      | Tracy Austin               | 6–2, 6–4            |
| 20 luglio 1980    | Montreal Classic, Montréal                                                   | Cemento          | Greer Stevens              | 6–2, 6–1            |
| 27 luglio 1980    | Central Fidelity Bank International, Richmond                                | Sintetico indoor | Mary Lou Daniels           | 6–3, 6–0            |
| 23 novembre 1980  | Lion's Cup, Tokyo                                                            | Sintetico indoor | Tracy Austin               | 6–4, 6–3            |
| 25 gennaio 1981   | Cincinnati Open, Cincinnati                                                  | Sintetico indoor | Sylvia Hanika              | 6–2, 6–4            |
| 1º febbraio 1981  | Avon Championships of Chicago, Chicago                                       | Sintetico indoor | Hana Mandlíková            | 6–4, 6–2            |
| 9 marzo 1981      | Avon Championships of Los Angeles, Los Angeles                               | Sintetico indoor | Andrea Jaeger              | 6–4, 6–0            |
| 15 marzo 1981     | Avon Championships of Dallas, Dallas                                         | Sintetico indoor | Pam Shriver                | 6–2, 6–4            |
| 28 marzo 1981     | Avon Circuit Championships, New York                                         | Sintetico indoor | Andrea Jaeger              | 6–3, 7–6(3)         |
| 3 maggio 1981     | United Airlines Tournament of Champions, Orlando                             | Terra rossa      | Andrea Jaeger              | 7–5, 6–3            |
| 4 ottobre 1981    | US Indoors, Minneapolis                                                      | Sintetico indoor | Tracy Austin               | 6–0, 6–2            |
| 11 ottobre 1981   | Eckerd Tennis Open, Tampa                                                    | Cemento          | Bettina Bunge              | 5–7, 6–2, 6–0       |
| 22 novembre 1981  | Lion's Cup, Tokyo                                                            | Sintetico indoor | Chris Evert                | 6–3, 6–2            |
| 11 gennaio 1982   | Avon Championships of Washington, Washington                                 | Sintetico indoor | Anne Smith                 | 6–2, 6–3            |
| 24 gennaio 1982   | Avon Championships of Seattle, Seattle                                       | Sintetico indoor | Andrea Jaeger              | 6–2, 6–0            |
| 31 gennaio 1982   | Avon Championships of Chicago, Chicago                                       | Sintetico indoor | Wendy Turnbull             | 6–4, 6–1            |
| 14 febbraio 1982  | Avon Championships of Kansas, Kansas City                                    | Sintetico indoor | Barbara Potter             | 6–2, 6–2            |
| 8 marzo 1982      | Avon Championships of Dallas, Dallas                                         | Sintetico indoor | Mima Jaušovec              | 6–3, 6–2            |
| 11 aprile 1982    | Family Circle Cup, Hilton Head                                               | Terra verde      | Andrea Jaeger              | 6–4, 6–2            |
| 2 maggio 1982     | United Airlines Tournament of Champions, Orlando                             | Terra rossa      | Wendy Turnbull             | 6–2, 7–5            |
| 20 giugno 1982    | International Women's Open, Eastbourne                                       | Erba             | Hana Mandlíková            | 6–4, 6–3            |
| 22 agosto 1982    | Canada Open, Montréal                                                        | Cemento          | Andrea Jaeger              | 6–3, 7–5            |
| 24 ottobre 1982   | Porsche Tennis Grand Prix, Filderstadt                                       | Sintetico indoor | Tracy Austin               | 6–3, 6–3            |
| 1º novembre 1982  | Brighton International, Brighton                                             | Sintetico indoor | Chris Evert                | 6–1, 6–4            |
| 29 novembre 1982  | New South Wales Open, Sydney                                                 | Erba             | Evonne Goolagong Cawley    | 6–0, 3–6, 6–1       |
| 19 dicembre 1982  | Toyota Championships, Rutherford                                             | Cemento indoor   | Chris Evert                | 4–6, 6–1, 6–2       |
| 10 gennaio 1983   | Virginia Slims of Washington, Washington                                     | Sintetico indoor | Sylvia Hanika              | 6–1, 6–1            |
| 17 gennaio 1983   | Virginia Slims of Houston, Houston                                           | Sintetico indoor | Sylvia Hanika              | 6–3, 7–6(5)         |
| 20 febbraio 1983  | Virginia Slims of Chicago, Chicago                                           | Sintetico indoor | Andrea Jaeger              | 6–3, 6–2            |
| 14 marzo 1983     | Virginia Slims of Dallas, Dallas                                             | Sintetico indoor | Chris Evert                | 6–4, 6–0            |
| 27 marzo 1983     | Virginia Slims Championships, New YorK City                                  | Sintetico indoor | Chris Evert                | 6–2, 6–0            |
| 4 aprile 1983     | Family Circle Cup, Charleston                                                | Terra verde      | Tracy Austin               | 5–7, 6–1, 6–0       |
| 24 aprile 1983    | United Airlines Tournament of Champions, Orlando                             | Terra rossa      | Andrea Jaeger              | 6–1, 7–5            |
| 19 giugno 1983    | International Women's Open, Eastbourne                                       | Erba             | Wendy Turnbull             | 6–1, 6–1            |
| 14 agosto 1983    | Virginia Slims of Los Angeles, Los Angeles                                   | Cemento          | Chris Evert                | 6–1, 6–3            |
| 15 agosto 1983    | Canada Open, Toronto                                                         | Cemento          | Chris Evert                | 6–4, 4–6, 6–1       |
| 17 ottobre 1983   | Eckerd Tennis Open, Tarpon Springs                                           | Cemento          | Pam Shriver                | 6–3, 6–2            |
| 30 ottobre 1983   | Porsche Tennis Grand Prix, Stoccarda                                         | Sintetico indoor | Catherine Tanvier          | 6–1, 6–2            |
| 21 novembre 1983  | Lion's Cup, Tokyo                                                            | Sintetico indoor | Chris Evert                | 6–2, 6–2            |
| 26 febbraio 1984  | US Indoors, East Hanover                                                     | Sintetico indoor | Chris Evert                | 6–2, 7–6(4)         |
| 22 aprile 1984    | Bausch & Lomb Championships, Amelia Island                                   | Terra verde      | Chris Evert                | 6–2, 6–0            |
| 23 giugno 1984    | International Women's Open, Eastbourne                                       | Erba             | Kathy Jordan               | 6–4, 6–1            |
| 5 agosto 1984     | Hall of Fame Tennis Championships, Newport                                   | Erba             | Gigi Fernández             | 6–3, 7–6            |
| 19 agosto 1984    | WTA New Jersey, Mahwah                                                       | Cemento          | Pam Shriver                | 6–4, 4–6, 7–5       |
| 24 settembre 1984 | Maybelline Classic, Fort Lauderdale                                          | Cemento          | Michelle Casati            | 6–1, 6–0            |
| 30 settembre 1984 | Virginia Slims of New Orleans, New Orleans                                   | Sintetico indoor | Zina Garrison              | 6–4, 6–3            |
| 25 novembre 1984  | New South Wales Open, Sydney                                                 | Erba             | Ann Henricksson            | 6–1, 6–1            |
| 14 gennaio 1985   | Virginia Slims of Washington, Washington                                     | Sintetico indoor | Manuela Maleeva            | 6–3, 6–2            |
| 17 febbraio 1985  | Miami Open, Delray Beach                                                     | Cemento          | Chris Evert-Lloyd          | 6–2, 6–4            |
| 17 marzo 1985     | Virginia Slims of Dallas, Dallas                                             | Sintetico indoor | Chris Evert- Lloydt        | 6–3, 6–4            |
| 24 marzo 1985     | Virginia Slims Championships, New York                                       | Sintetico indoor | Helena Suková              | 6–3, 7–5, 6–4       |
| 28 aprile 1985    | United Airlines Tournament of Champions, Orlando                             | Terra rossa      | Katerina Maleeva           | 6–1, 6–0            |
| 5 maggio 1985     | Virginia Slims of Houston, Houston                                           | Terra rossa      | Elise Burgin               | 6–4, 6–1            |
| 23 giugno 1985    | International Women's Open, Eastbourne                                       | Erba             | Helena Suková              | 6–4, 6–3            |
| 3 ottobre 1985    | Maybelline Classic, Fort Lauderdale                                          | Cemento          | Steffi Graf                | 6–3, 6–1            |
| 17 novembre 1985  | National Panasonic Open, Brisbane                                            | Erba             | Pam Shriver                | 6–3, 7–5            |
| 24 novembre 1985  | New South Wales Open, Sydney                                                 | Erba             | Hana Mandlíková            | 3–6, 6–1, 6–3       |
| 13 gennaio 1986   | Virginia Slims of Washington, Washington                                     | Sintetico indoor | Claudia Kohde Kilsch       | 4–6, 6–1, 6–4       |
| 20 gennaio 1986   | Virginia Slims of New England, Worcester                                     | Sintetico indoor | Pam Shriver                | 6–1, 6–4            |
| 9 marzo 1986      | US Indoors, Princeton                                                        | Sintetico indoor | Helena Suková              | 3–6, 6–0, 7–6(5)    |
| 16 marzo 1986     | Virginia Slims of Dallas, Dallas                                             | Sintetico indoor | Chris Evert-Lloyd          | 6–2, 6–1            |
| 23 marzo 1986     | Virginia Slims Championships, New York                                       | Sintetico indoor | Hana Mandlíková            | 6–2, 6–0, 3–6, 6–2  |
| 21 giugno 1986    | International Women's Open, Eastbourne                                       | Erba             | Helena Suková              | 3–6, 6–3, 6–4       |
| 17 agosto 1986    | East West Bank Classic, Los Angeles                                          | Cemento          | Chris Evert-Lloyd          | 7–6(5), 6–3         |
| 29 settembre 1986 | Virginia Slims of New Orleans, New Orleans                                   | Sintetico indoor | Pam Shriver                | 6–1, 4–6, 6–2       |
| 19 ottobre 1986   | Porsche Tennis Grand Prix, Filderstadt                                       | Sintetico indoor | Hana Mandlíková            | 6–2, 6–3            |
| 3 novembre 1986   | Virginia Slims of New England, Worcester                                     | Cemento indoor   | Hana Mandlíková            | 6–2, 6–2            |
| 16 novembre 1986  | Ameritech Cup, Chicago                                                       | Sintetico indoor | Hana Mandlíková            | 7–5, 7–5            |
| 23 novembre 1986  | Virginia Slims Championships, New York                                       | Sintetico indoor | Steffi Graf                | 7–6(6), 6–3, 6–2    |
| 18 ottobre 1987   | Porsche Tennis Grand Prix, Filderstadt                                       | Sintetico indoor | Chris Evert                | 7–5, 6–1            |
| 15 novembre 1987  | Ameritech Cup, Chicago                                                       | Sintetico indoor | Nataša Zvereva             | 6–1, 6–2            |
| 14 febbraio 1988  | Virginia Slims of Dallas, Dallas                                             | Cemento          | Pam Shriver                | 6–0, 6–3            |
| 21 febbraio 1988  | Virginia Slims of California, Oakland                                        | Cemento indoor   | Larisa Neiland             | 6–1, 6–2            |
| 28 febbraio 1988  | Virginia Slims of Washington, Fairfax                                        | Cemento indoor   | Pam Shriver                | 6–0, 6–2            |
| 10 aprile 1988    | Family Circle Cup, Hilton Head                                               | Terra verde      | Gabriela Sabatini          | 6–1, 4–6, 6–4       |
| 17 aprile 1988    | Bausch & Lomb Championships, Amelia Island                                   | Terra verde      | Gabriela Sabatini          | 6–0, 6–2            |
| 19 giugno 1988    | International Women's Open, Eastbourne                                       | Erba             | Nataša Zvereva             | 6–2, 6–2            |
| 16 ottobre 1988   | Porsche Tennis Grand Prix, Filderstadt                                       | Sintetico indoor | Chris Evert                | 6–2, 6–3            |
| 6 novembre 1988   | Virginia Slims of New England, Worcester                                     | Sintetico indoor | Nataša Zvereva             | 6(4)–7, 6–4, 6–3    |
| 13 novembre 1988  | Ameritech Cup, Chicago                                                       | Sintetico indoor | Chris Evert                | 6–2, 6–2            |
| 15 gennaio 1989   | New South Wales Open, Sydney                                                 | Cemento          | Catarina Lindqvist         | 6–2, 6–4            |
| 5 febbraio 1989   | Toray Pan Pacific Open, Tokyo                                                | Sintetico indoor | Lori McNeil                | 6(3)–7, 6–3, 7–6(5) |
| 18 giugno 1989    | DFS Classic, Birmingham                                                      | Erba             | Zina Garrison              | 7–6(5), 6–3         |
| 25 giugno 1989    | International Women's Open, Eastbourne                                       | Erba             | Raffaella Reggi            | 7–6(2), 6–2         |
| 13 agosto 1989    | East West Bank Classic, Manhattan Beach                                      | Cemento          | Gabriela Sabatini          | 6–0, 6–2            |
| 27 agosto 1989    | Canada Open, Toronto                                                         | Cemento          | Arantxa Sánchez Vicario    | 6–2, 6–2            |
| 24 settembre 1989 | Virginia Slims of Dallas, Dallas                                             | Sintetico indoor | Monica Seles               | 7–6(2), 6–3         |
| 5 novembre 1989   | Virginia Slims of New England, Worcester                                     | Sintetico indoor | Zina Garrison              | 6–2, 6–3            |
| 18 febbraio 1990  | Ameritech Cup, Chicago                                                       | Sintetico indoor | Manuela Maleeva-Fragniere  | 6–4, 6–3            |
| 25 febbraio 1990  | Virginia Slims of Washington, Washington                                     | Sintetico indoor | Zina Garrison              | 6–1, 6–0            |
| 4 marzo 1990      | Newsweek Champions Cup and the Virginia Slims of Indian Wells, Indian Wells  | Cemento          | Helena Suková              | 6–2, 5–7, 6–1       |
| 8 aprile 1990     | Family Circle Cup, Hilton Head                                               | Terra verde      | Jennifer Capriati          | 6–2, 6–4            |
| 24 giugno 1990    | International Women's Open, Eastbourne                                       | Erba             | Gretchen Magers            | 6–0, 6–2            |
| 17 febbraio 1991  | Ameritech Cup, Chicago                                                       | Sintetico indoor | Zina Garrison              | 6–1, 6–2            |
| 3 marzo 1991      | Newsweek Champions Cup and thre Virginia Slims of Palm Springs, Palm Springs | Cemento          | Monica Seles               | 6–2, 7–6(6)         |
| 16 giugno 1991    | DFS Classic, Birmingham                                                      | Erba             | Nataša Zvereva             | 6–4, 7–6(6)         |
| 23 giugno 1991    | International Women's Open, Eastbourne                                       | Erba             | Arantxa Sánchez Vicario    | 6–4, 6–4            |
| 10 novembre 1991  | Bank of the West Classic, Oakland                                            | Sintetico indoor | Monica Seles               | 6–3, 3–6, 6–3       |
| 16 febbraio 1992  | Ameritech Cup, Chicago                                                       | Sintetico indoor | Jana Novotná               | 7–6(4), 4–6, 7–5    |
| 29 marzo 1992     | U.S. Women's Hard Court Championships, San Antonio                           | Cemento          | Nathalie Tauziat           | 6–2, 6–1            |
| 16 agosto 1992    | East West Bank Classic, Manhattan Beach                                      | Cemento          | Monica Seles               | 6–4, 6–2            |
| 18 ottobre 1992   | Porsche Tennis Grand Prix, Filderstadt                                       | Cemento indoor   | Gabriela Sabatini          | 7–6(1), 6–3         |
| 7 febbraio 1993   | Toray Pan Pacific Open, Tokyo                                                | Sintetico indoor | Larisa Neiland             | 6–2, 6–2            |
| 21 febbraio 1993  | Open Gaz de France, Parigi                                                   | Cemento indoor   | Monica Seles               | 6–3, 4–6, 7–6(3)    |
| 19 giugno 1993    | International Women's Open, Eastbourne                                       | Erba             | Miriam Oremans             | 2–6, 6–2, 6–3       |
| 15 agosto 1993    | East West Bank Classic, Manhattan Beach                                      | Cemento          | Arantxa Sánchez Vicario    | 7–5, 7–6(4)         |
| 7 novembre 1993   | Bank of the West Classic, Oakland                                            | Cemento          | Zina Garrison              | 6–2, 7–6(1)         |
| 20 febbraio 1994  | Open Gaz de France, Parigi                                                   | Cemento indoor   | Julie Halard               | 7–5, 6–3            |

#### Sconfitte

##### Grande Slam (14)
| Anno | Torneo              | Avversario in finale | Punteggio           |
| 1975 | Australian Open (1) | Evonne Goolagong     | 6–3, 6–2            |
| 1975 | Open di Francia (1) | Chris Evert          | 2–6, 6–2, 6–1       |
| 1981 | US Open (1)         | Tracy Austin         | 1–6, 7–6(4), 7–6(1) |
| 1982 | Australian Open (2) | Chris Evert          | 6–3, 2–6, 6–3       |
| 1985 | Open di Francia (2) | Chris Evert          | 6–3, 6(4)–7, 7–5    |
| 1985 | US Open (2)         | Hana Mandlíková      | 7–6(3), 1–6, 7–6(2) |
| 1986 | Open di Francia (3) | Chris Evert          | 2–6, 6–3, 6–3       |
| 1987 | Australian Open (3) | Hana Mandlíková      | 7–5, 7–6(1)         |
| 1987 | Open di Francia (4) | Steffi Graf          | 6–4, 4–6, 8–6       |
| 1988 | Wimbledon (1)       | Steffi Graf          | 5–7, 6–2, 6–1       |
| 1989 | Wimbledon (2)       | Steffi Graf          | 6–2, 6(1)–7, 6–1    |
| 1989 | US Open (3)         | Steffi Graf          | 3–6, 7–5, 6–1       |
| 1991 | US Open (4)         | Monica Seles         | 7–6(1), 6–1         |
| 1994 | Wimbledon (3)       | Conchita Martínez    | 6–4, 3–6, 6–3       |

##### Altre finali perse
| Anno              | Torneo                                           | Superficie        | Avversaria in finale      | Punteggio                 |
| ----------------- | ------------------------------------------------ | ----------------- | ------------------------- | ------------------------- |
| 26 maggio 1974    | WTA German Open, Amburgo                         | Terra rossa       | Helga Niessen Masthoff    | 6–4, 5–7, 6–3             |
| 3 giugno 1974     | Internazionali d'Italia, Roma                    | Terra rossa       | Chris Evert               | 6–3, 6–3                  |
| 15 febbraio 1975  | Virginia Slims of Chicago, Chicago               | Sintetico indoor  | Margaret Court            | 6–3, 3–6, 6–2             |
| 23 marzo 1975     | Virginia Slims of Dallas, Dallas                 | Sintetico indoor  | Virginia Wade             | 2–6, 7–6(5–3), 4–3 ritiro |
| 6 aprile 1975     | Virginia Slims Championships, Los Angeles        | Sintetico indoor  | Chris Evert               | 6–4, 6–2                  |
| 27 aprile 1975    | Family Circle Cup, Amelia Island                 | Terra verde       | Chris Evert               | 7–5, 6–4                  |
| 3 giugno 1975     | Internazionali d'Italia, Roma                    | Terra rossa       | Chris Evert               | 6–1, 6–0                  |
| 21 settembre 1975 | Toyota Classic, Atlanta                          | Sintetico indoor  | Chris Evert               | 2–6, 6–2, 6–0             |
| 19 ottobre 1975   | United Airlines Tournament of Champions, Orlando | Terra rossa       | Chris Evert               | walkover                  |
| 21 marzo 1976     | Virginia Slims of Dallas, Dallas                 | Sintetico indoor  | Evonne Goolagong Cawley   | 6–1, 6–1                  |
| 6 febbraio 1977   | Virginia Slims of Seattle, Seattle               | Sintetico indoor  | Chris Evert               | 6–2, 6–4                  |
| 20 febbraio 1977  | Virginia Slims of Los Angeles, Los Angeles       | Cemento indoor    | Chris Evert               | 6–2, 2–6, 6–1             |
| 20 marzo 1977     | Virginia Slims of Philadelphia, Filadelfia       | Cemento           | Chris Evert               | 6–4, 4–6, 6–3             |
| 16 aprile 1977    | Virginia Slims of Tucson, Tucson                 | Cemento           | Chris Evert               | 6–3, 7–6(5–2)             |
| 18 settembre 1977 | Toray Pan Pacific Open, Tokyo                    | Cemento           | Virginia Wade             | 5–7, 7–5, 6–4             |
| 1º ottobre 1978   | Toyota Classic, Atlanta                          | Sintetico indoor  | Chris Evert               | 7–6(3), 0–6, 6–3          |
| 19 novembre 1978  | Colgate Series Championships, Palm Springs       | Cemento           | Chris Evert               | 6–3, 6–3                  |
| 26 novembre 1978  | Borden Classic, Tokyo                            | Cemento indoor    | Tracy Austin              | 6–1, 6–1                  |
| 17 dicembre 1978  | Lion's Cup, Tokyo                                | Sintetico indoor  | Chris Evert               | 7–5, 6–2                  |
| 7 gennaio 1979    | Avon Championships of Washington, Washington     | Sintetico indoor  | Tracy Austin              | 6–3, 6–2                  |
| 18 febbraio 1979  | Avon Championships of Los Angeles, Los Angeles   | Sintetico indoor  | Chris Evert               | 6–3, 6–4                  |
| 24 giugno 1979    | International Women's Open, Eastbourne           | Erba              | Chris Evert               | 7–5, 5–7, 13–11           |
| 5 agosto 1979     | San Diego Open, San Diego                        | Cemento           | Tracy Austin              | 6–4, 6–2                  |
| 11 novembre 1979  | Porsche Tennis Grand Prix, Filderstadt           | Sintetico indoor  | Tracy Austin              | 6–2, 6–0                  |
| 16 dicembre 1979  | Lion's Cup, Tokyo                                | Sintetico indoor  | Tracy Austin              | 6–2, 6–1                  |
| 2 marzo 1980      | Avon Championships of Houston, Houston           | Sintetico indoor  | Billie Jean King          | 6–1, 6–3                  |
| 23 marzo 1980     | Avon Circuit Championships, New York             | Sintetico indoor  | Tracy Austin              | 6–2, 2–6, 6–2             |
| 30 marzo 1980     | Clairol Crown, Carlsbad                          | Cemento           | Tracy Austin              | 7–5, 6–2                  |
| 26 ottobre 1980   | Brighton International, Brighton                 | Sintetico indoor  | Chris Evert               | 6–4, 5–7, 6–3             |
| 18 gennaio 1981   | Avon Championships of Kansas, Kansas City        | Sintetico indoor  | Andrea Jaeger             | 6–3, 3–6, 7–5             |
| 1º novembre 1981  | Porsche Tennis Grand Prix, Filderstadt           | Sintetico indoor  | Tracy Austin              | 4–6, 6–3, 6–4             |
| 29 novembre 1981  | New South Wales Open, Sydney                     | Erba              | Chris Evert               | 6–4, 2–6, 6–1             |
| 20 dicembre 1981  | Toyota Championships, Rutherford                 | Sintetico indoor  | Tracy Austin              | 2–6, 6–4, 6–2             |
| 30 marzo 1982     | Avon Circuit Championships, New York             | Sintetico indoor  | Sylvia Hanika             | 1–6, 6–3, 6–4             |
| 15 gennaio 1984   | Virginia Slims of California, Oakland            | Sintetico indoor  | Hana Mandlíková           | 7–6(6), 3–6, 6–4          |
| 27 gennaio 1985   | Virginia Slims of Florida, Key Biscayne          | Cemento           | Chris Evert-Lloyd         | 6–2, 6–4                  |
| 18 maggio 1986    | WTA German Open, Berlino                         | Terra rossa       | Steffi Graf               | 6–2, 6–3                  |
| 26 aprile 1987    | Virginia Slims of Houston, Houston               | Terra rossa       | Chris Evert               | 3–6, 6–1, 7–6(4)          |
| 21 giugno 1987    | International Women's Open, Eastbourne           | Erba              | Helena Suková             | 7–6(5), 6–3               |
| 24 aprile 1988    | Virginia Slims of Houston, Houston               | Terra rossa       | Chris Evert               | 6–0, 6–4                  |
| 19 novembre 1989  | Virginia Slims Championships, New York           | Sintetico indoor  | Steffi Graf               | 6–4, 7–5, 2–6, 6–2        |
| 13 maggio 1990    | Internazionali d'Italia, Roma                    | Terra rossa       | Monica Seles              | 6–1, 6–1                  |
| 19 agosto 1990    | East West Bank Classic, Manhattan Beach          | Cemento           | Monica Seles              | 6–4, 3–6, 7–6(6)          |
| 4 novembre 1990   | Bank of the West Classic, Oakland                | Cemento           | Monica Seles              | 6–3, 7–6(5)               |
| 3 febbraio 1991   | Toray Pan Pacific Open, Tokyo                    | Sintetico indoor  | Gabriela Sabatini         | 2–6, 6–2, 6–4             |
| 6 ottobre 1991    | Milan Indoor, Milano                             | Sintetico indoor  | Monica Seles              | 6–3, 3–6, 6–4             |
| 20 ottobre 1991   | Porsche Tennis Grand Prix, Filderstadt           | Cemento indoor    | Anke Huber                | 2–6, 6–2, 7–6(4)          |
| 24 novembre 1991  | WTA Tour Championships, New York                 | Sintetico indoor  | Monica Seles              | 6–4, 3–6, 7–5, 6–0        |
| 2 febbraio 1992   | Toray Pan Pacific Open, Tokyo                    | Sintetico indoor  | Gabriela Sabatini         | 6–2, 4–6, 6–2             |
| 11 ottobre 1992   | Open di Zurigo, Zurigo                           | Sintetico indoor  | Steffi Graf               | 2–6, 7–5, 7–5             |
| 8 novembre 1992   | Bank of the West Classic, Oakland                | Sinttetico indoor | Monica Seles              | 6–3, 6–4                  |
| 22 novembre 1992  | WTA Tour Championships, New York                 | Sintetico indoor  | Monica Seles              | 7–5, 6–3, 6–1             |
| 14 febbraio 1993  | Ameritech Cup, Chicago                           | Sintetico indoor  | Monica Seles              | 3–6, 6–2, 6–1             |
| 10 ottobre 1993   | Open di Zurigo, Zurigo                           | Sintetico indoor  | Manuela Maleeva-Fragniere | 6–3, 7–6(1)               |
| 6 febbraio 1994   | Toray Pan Pacific Open, Tokyo                    | Sintetico indoor  | Steffi Graf               | 6–2, 6–4                  |
| 8 maggio 1994     | Internazionali d'Italia, Roma                    | Terra rossa       | Conchita Martínez         | 7–6(5), 6–4               |
| 6 novembre 1994   | Bank of the West Classic, Oakland                | Sintetico indoor  | Arantxa Sánchez Vicario   | 1–6, 7–6(5), 7–6(5)       |

### Doppio

#### Vittorie

##### Grande Slam (31)
| Anno | Torneo              | Superficie  | Compagna         | Avversarie in finale                  | Punteggio        |
| 1975 | Open di Francia (1) | Terra rossa | Chris Evert      | Julie Anthony Ol'ga Morozova          | 6–3, 6–2         |
| 1976 | Wimbledon (1)       | Erba        | Chris Evert      | Billie Jean King Betty Stöve          | 6–1, 3–6, 7–5    |
| 1977 | US Open (1)         | Terra rossa | Betty Stöve      | Renée Richards Betty Ann Grubb Stuart | 6–1, 7–6         |
| 1978 | US Open (2)         | Cemento     | Billie Jean King | Kerry Melville Reid Wendy Turnbull    | 7–6, 6–4         |
| 1979 | Wimbledon (2)       | Erba        | Billie Jean King | Betty Stöve Wendy Turnbull            | 5–7, 6–3, 6–2    |
| 1980 | US Open (3)         | Cemento     | Billie Jean King | Pam Shriver Betty Stöve               | 7–6(2), 7–5      |
| 1981 | Wimbledon (3)       | Erba        | Pam Shriver      | Kathy Jordan Anne Smith               | 6–3, 7–6(6)      |
| 1981 | Australian Open (1) | Erba        | Pam Shriver      | Kathy Jordan Anne Smith               | 6–2, 7–5         |
| 1982 | Open di Francia (2) | Terra rossa | Anne Smith       | Rosemary Casals Wendy Turnbull        | 6–3, 6–4         |
| 1982 | Wimbledon (4)       | Erba        | Pam Shriver      | Kathy Jordan Anne Smith               | 6–4, 6–1         |
| 1982 | Australian Open (2) | Erba        | Pam Shriver      | Claudia Kohde Kilsch Eva Pfaff        | 6–4, 6–2         |
| 1983 | Wimbledon (5)       | Erba        | Pam Shriver      | Rosemary Casals Wendy Turnbull        | 6–2, 6–2         |
| 1983 | US Open (4)         | Cemento     | Pam Shriver      | Rosalyn Fairbank Candy Reynolds       | 6(4)–7, 6–1, 6–3 |
| 1983 | Australian Open (3) | Erba        | Pam Shriver      | Anne Hobbs Wendy Turnbull             | 6–4, 6–7, 6–2    |
| 1984 | Open di Francia (3) | Terra rossa | Pam Shriver      | Claudia Kohde Kilsch Hana Mandlíková  | 5–7, 6–3, 6–2    |
| 1984 | Wimbledon (6)       | Erba        | Pam Shriver      | Kathy Jordan Anne Smith               | 6–3, 6–4         |
| 1984 | US Open (5)         | Cemento     | Pam Shriver      | Anne Hobbs Wendy Turnbull             | 6–2, 6–4         |
| 1984 | Australian Open (4) | Erba        | Pam Shriver      | Claudia Kohde Kilsch Helena Suková    | 6–3, 6–4         |
| 1985 | Open di Francia (4) | Terra rossa | Pam Shriver      | Claudia Kohde Kilsch Helena Suková    | 4–6, 6–2, 6–2    |
| 1985 | Australian Open (5) | Erba        | Pam Shriver      | Claudia Kohde Kilsch Helena Suková    | 6–3, 6–4         |
| 1986 | Open di Francia (5) | Terra rossa | Andrea Temesvári | Steffi Graf Gabriela Sabatini         | 6–1, 6–2         |
| 1986 | Wimbledon (7)       | Erba        | Pam Shriver      | Hana Mandlíková Wendy Turnbull        | 6–1, 6–3         |
| 1986 | US Open (6)         | Cemento     | Pam Shriver      | Hana Mandlíková Wendy Turnbull        | 6–4, 3–6, 6–3    |
| 1987 | Australian Open (6) | Erba        | Pam Shriver      | Zina Garrison Lori McNeil             | 6–1, 6–0         |
| 1987 | Open di Francia (6) | Terra rossa | Pam Shriver      | Steffi Graf Gabriela Sabatini         | 6–2, 6–1         |
| 1987 | US Open (7)         | Cemento     | Pam Shriver      | Kathy Jordan Elizabeth Sayers Smylie  | 5–7, 6–4, 6–2    |
| 1988 | Australian Open (7) | Cemento     | Pam Shriver      | Chris Evert Wendy Turnbull            | 6–0, 7–5         |
| 1988 | Open di Francia (7) | Terra rossa | Pam Shriver      | Claudia Kohde Kilsch Helena Suková    | 6–2, 7–5         |
| 1989 | Australian Open (8) | Cemento     | Pam Shriver      | Patty Fendick Jill Hetherington       | 3–6, 6–3, 6–2    |
| 1989 | US Open (8)         | Cemento     | Hana Mandlíková  | Mary Joe Fernández Pam Shriver        | 5–7, 6–4, 6–4    |
| 1990 | US Open (9)         | Cemento     | Gigi Fernández   | Jana Novotná Helena Suková            | 6–2, 6–4         |

##### Altri titoli
| Settimana         | Torneo                                                  | Superficie       | Compagna                | Avversarie in finale                        | Punteggio        |
| ----------------- | ------------------------------------------------------- | ---------------- | ----------------------- | ------------------------------------------- | ---------------- |
| 23 luglio 1973    | Czechoslovakian International Championships, Bratislava | Terra rossa      | Renáta Tomanová         | Evonne Goolagong Cawley Janet Young         |                  |
| 4 marzo 1974      | Virginia Slims of Dallas, Dallas                        | Sintetico indoor | María-Isabel Fernández  | Virginia Wade Karen Krantzcke               | 6–3, 3–6, 6–3    |
| 8 dicembre 1974   | Western Australian Open, Perth                          | Erba             | Ol'ga Morozova          | Lesley Hunt Kazuko Sawamatsu                | 6–1, 6–3         |
| 9 febbraio 1975   | Virginia Slims of Chicago, Chicago                      | Sintetico indoor | Chris Evert             | Margaret Court Ol'ga Morozova               | 6–2, 7–5         |
| 16 febbraio 1975  | Virginia Slims of Detroit, Detroit                      | Sintetico indoor | Lesley Hunt             | Françoise Dürr Betty Stöve                  | 2–6, 7–5, 6–2    |
| 26 maggio 1975    | Internazionali d'Italia, Roma                           | Terra rossa      | Chris Evert             | Sue Barker Glynis Coles                     | 6–1, 6–2         |
| 20 agosto 1975    | Virginia Slims of Central New York, New York            | Terra rossa      | Chris Evert             | Margaret Court Virginia Wade                | 7–5, 6–7, 6–4    |
| 15 settembre 1975 | Toyota Classic, Atlanta                                 | Sintetico indoor | Chris Evert             | Françoise Dürr Betty Stöve                  | 6–4, 5–7, 6–2    |
| 29 settembre 1975 | WTA Congoleum Classic, Palm Springs                     | Cemento          | Chris Evert             | Gail Glasgow Betty-Ann Stuart               | 6–3, 7–5         |
| 23 febbraio 1976  | Virginia Slims of Sarasota, Sarasota                    | Sintetico indoor | Betty Stöve             | Mona Schallau Guerrant Ann Kiyomura         | 6–1, 6–0         |
| 17 ottobre 1976   | WTA Congoleum Classic, Palm Springs                     | Cemento          | Chris Evert             | Billie Jean King Betty Stöve                | 6–2, 6–4         |
| 29 novembre 1976  | WTA Sydney, Sydney                                      | Erba             | Betty Stöve             | Françoise Dürr Ann Kiyomura                 | 6–3, 7–5         |
| 3 gennaio 1977    | Virginia Slims of Washington, Washington                | Sintetico indoor | Betty Stöve             | Kristien Shaw-Kemmer Valerie Ziegenfuss     | 7–5, 6–2         |
| 10 gennaio 1977   | Virginia Slims of Florida, Hollywood                    | Sintetico indoor | Betty Stöve             | Rosie Casals Chris Evert                    | 6–4, 3–6, 6–4    |
| 17 gennaio 1977   | Virginia Slims of Houston, Houston                      | Sintetico indoor | Betty Stöve             | Sue Barker Ann Kiyomura                     | 4–6, 6–2, 6–1    |
| 24 gennaio 1977   | US Indoors, Minneapolis                                 | Sintetico indoor | Rosie Casals            | Mima Jaušovec Virginia Ruzici               | 6–2, 6–1         |
| 21 febbraio 1977  | Virginia Slims of Detroit, Detroit                      | Sintetico indoor | Betty Stöve             | Janet Newberry Joanne Russell               | 6–3, 6–4         |
| 7 marzo 1977      | Virginia Slims of Dallas, Dallas                        | Sintetico indoor | Betty Stöve             | Kerry Melville Reid Greer Stevens           | 6–2, 6–4         |
| 7 marzo 1977      | World Doubles Championships, Tokyo                      | Sintetico indoor | Betty Stöve             | Françoise Dürr Virginia Wade                | 7–5, 6–3         |
| 22 agosto 1977    | Charlotte Classic, Charlotte                            | Terra rossa      | Betty Stöve             | Regina Maršíková Pam Teeguarden             | 6–3, 6–4         |
| 3 ottobre 1977    | Toyota Classic, Atlanta                                 | Sintetico indoor | Betty Stöve             | Brigette Cuypers Marise Kruger              | 6–4, 6–2         |
| 10 ottobre 1977   | Thunderbird Classic, Phoenix                            | Cemento          | Billie Jean King        | Helen Gourlay-Cawley Joanne Russell         | 6–1, 7–5         |
| 2 gennaio 1978    | Virginia Slims of Washington, Washington                | Sintetico indoor | Billie Jean King        | Betty Stöve Wendy Turnbull                  | 6–3, 7–5         |
| 16 gennaio 1978   | Virginia Slims of Houston, Houston                      | Sintetico indoor | Billie Jean King        | Greer Stevens Mona Schallau Guerrant        | 7–6, 4–6, 7–6    |
| 20 febbraio 1978  | Virginia Slims of Detroit, Detroit                      | Sintetico indoor | Billie Jean King        | Kerry Melville Reid Wendy Turnbull          | 6–3, 6–4         |
| 27 febbraio 1978  | Virginia Slims of Kansas, Kansas City                   | Cemento indoor   | Billie Jean King        | Kerry Melville Reid Wendy Turnbull          | 6–4, 6–4         |
| 3 marzo 1978      | Virginia Slims of Dallas, Dallas                        | Sintetico indoor | Anne Smith              | Evonne Goolagong Cawley Betty Stöve         | 6–3, 7–6         |
| 13 marzo 1978     | Virginia Slims of Boston, Boston                        | Sintetico indoor | Billie Jean King        | Evonne Goolagong Cawley Betty Stöve         | 6–3, 6–2         |
| 5 aprile 1978     | World Doubles Championships, Salt Lake City             | Sintetico indoor | Billie Jean King        | Françoise Dürr Virginia Wade                | 7–5, 6–3         |
| 10 aprile 1978    | Family Circle Cup, Hilton Head                          | Terra verde      | Billie Jean King        | Mona Schallau Guerrant Greer Stevens        | 6–3, 7–5         |
| 6 novembre 1978   | Eckerd Tennis Open, Clearwater                          | Cemento          | Anne Smith              | Kerry Melville Reid Wendy Turnbull          | 7–6(4), 6–3      |
| 13 novembre 1978  | Colgate Series Championships, Palm Springs              | Cemento          | Billie Jean King        | Kerry Melville Reid Wendy Turnbull          | 6–2, 6–2         |
| 15 gennaio 1979   | Avon Championships of Houston, Houston                  | Sintetico indoor | Janet Newberry          | Pam Shriver Betty Stöve                     | 4–6, 6–4, 6–2    |
| 26 febbraio 1979  | Avon Championships of Dallas, Dallas                    | Sintetico indoor | Anne Smith              | Chris Evert Rosie Casals                    | 7–6, 6–2         |
| 10 aprile 1979    | Family Circle Cup, Hilton Head                          | Terra verde      | Rosie Casals            | Françoise Dürr Betty Stöve                  | 6–4, 7–5         |
| 30 luglio 1979    | San Diego Open, San Diego                               | Cemento          | Rosie Casals            | Ann Kiyomura Betty-Ann Stuart               | 3–6, 6–4, 6–2    |
| 1º ottobre 1979   | US Indoors, Minneapolis                                 | Sintetico indoor | Billie Jean King        | Betty Stöve Wendy Turnbull                  | 6–4, 7–6         |
| 5 novembre 1979   | Porsche Tennis Grand Prix, Filderstadt                  | Sintetico indoor | Billie Jean King        | Betty Stöve Wendy Turnbull                  | 6–3, 6–3         |
| 2 gennaio 1980    | Colgate Series Championships, Landover                  | Sintetico indoor | Billie Jean King        | Rosie Casals Chris Evert                    | 6–4, 6–3         |
| 14 gennaio 1980   | Avon Championships of Kansas, Kansas City               | Sintetico indoor | Billie Jean King        | Laura DuPont Pam Shriver                    | 6–3, 6–1         |
| 21 gennaio 1980   | Avon Championships of Chicago, Chicago                  | Sintetico indoor | Billie Jean King        | Sylvia Hanika Kathy Jordan                  | 6–3, 6–4         |
| 4 febbraio 1980   | Avon Championships of Los Angeles, Los Angeles          | Sintetico indoor | Rosie Casals            | Kathy Jordan Anne Smith                     | 7–6, 6–2         |
| 3 marzo 1980      | Avon Championships of Dallas, Dallas                    | Sintetico indoor | Billie Jean King        | Rosie Casals Wendy Turnbull                 | 4–6, 6–3, 6–3    |
| 17 marzo 1980     | Avon Circuit Championships, New York                    | Sintetico indoor | Billie Jean King        | Rosie Casals Wendy Turnbull                 | 6–3, 4–6, 6–3    |
| 31 marzo 1980     | World Doubles Championships, Tokyo                      | Sintetico indoor | Billie Jean King        | Ann Kiyomura Sue Barker                     | 7–5, 6–3         |
| 21 luglio 1980    | Central Fidelity Bank International, Richmond           | Sintetico indoor | Billie Jean King        | Pam Shriver Anne Smith                      | 6–4, 4–6, 6–3    |
| 18 agosto 1980    | WTA New Jersey, Mahwah                                  | Cemento          | Candy Reynolds          | Pam Shriver Betty Stöve                     | 4–6, 6–3, 6–1    |
| 26 gennaio 1981   | Avon Championships of Chicago, Chicago                  | Sintetico indoor | Pam Shriver             | Barbara Potter Sharon Walsh                 | 6–3, 6–1         |
| 9 marzo 1981      | Avon Championships of Dallas, Dallas                    | Sintetico indoor | Pam Shriver             | Kathy Jordan Anne Smith                     | 7–5, 6–4         |
| 22 marzo 1981     | Avon Circuit Championships, New York                    | Sintetico indoor | Pam Shriver             | Barbara Potter Sharon Walsh                 | 6–0, 7–6(6)      |
| 27 aprile 1981    | United Airlines Tournament of Champions, Orlando        | Terra rossa      | Pam Shriver             | Rosie Casals Wendy Turnbull                 | 6–1, 7–6         |
| 15 giugno 1981    | International Women's Open, Eastbourne                  | Erba             | Pam Shriver             | Kathy Jordan Anne Smith                     | 6–7, 6–2, 6–1    |
| 17 agosto 1981    | Canada Open, Toronto                                    | Cemento          | Pam Shriver             | Candy Reynolds Anne Smith                   | 7–6, 7–6         |
| 27 settembre 1981 | US Indoors, Minneapolis                                 | Sintetico indoor | Pam Shriver             | Rosie Casals Wendy Turnbull                 | 6–4, 7–5         |
| 26 ottobre 1981   | Porsche Tennis Grand Prix, Filderstadt                  | Sintetico indoor | Mima Jaušovec           | Barbara Potter Anne Smith                   | 6–4, 6–1         |
| 23 novembre 1981  | New South Wales Open, Sydney                            | Erba             | Pam Shriver             | Kathy Jordan Anne Smith                     | 6–7, 6–2, 6–4    |
| 14 dicembre 1981  | Toyota Championships, Rutherford                        | Sintetico indoor | Pam Shriver             | Rosemary Casals Wendy Turnbull              | 6–3, 6–4         |
| 25 gennaio 1982   | Avon Championships of Chicago, Chicago                  | Sintetico indoor | Pam Shriver             | Rosie Casals Wendy Turnbull                 | 7–5, 6–4         |
| 8 marzo 1982      | Avon Championships of Dallas, Dallas                    | Sintetico indoor | Pam Shriver             | Billie Jean King Ilana Kloss                | 6–4, 6–4         |
| 24 marzo 1982     | Avon Circuit Championships, New York                    | Sintetico indoor | Pam Shriver             | Kathy Jordan Anne Smith                     | 6–4, 6–3         |
| 5 aprile 1982     | Family Circle Cup, Hilton Head                          | Terra verde      | Pam Shriver             | Joanne Russell Virginia Ruzici              | 6–1, 6–2         |
| 15 aprile 1982    | World Doubles Championships, Fort Worth                 | Sintetico indoor | Pam Shriver             | Kathy Jordan Anne Smith                     | 7–5, 6–3         |
| 14 giugno 1982    | International Women's Open, Eastbourne                  | Erba             | Pam Shriver             | Kathy Jordan Anne Smith                     | 6–3, 6–4         |
| 16 agosto 1982    | Canada Open, Montréal                                   | Cemento          | Candy Reynolds          | Barbara Potter Sharon Walsh                 | 6–4, 6–4         |
| 18 ottobre 1982   | Porsche Tennis Grand Prix, Filderstadt                  | Sintetico indoor | Pam Shriver             | Candy Reynolds Anne Smith                   | 6–2, 6–3         |
| 25 ottobre 1982   | Brighton International, Brighton                        | Sintetico indoor | Pam Shriver             | Barbara Potter Sharon Walsh                 | 2–6, 7–5, 6–4    |
| 22 novembre 1982  | New South Wales Open, Sydney                            | Erba             | Pam Shriver             | Claudia Kohde Kilsch Eva Pfaff              | 6–2, 2–6, 7–6    |
| 14 dicembre 1982  | Toyota Championships, Rutherford                        | Cemento indoor   | Pam Shriver             | Candy Reynolds Paula White Smith            | 6–4, 7–5         |
| 3 gennaio 1983    | Virginia Slims of Washington, Washington                | Sintetico indoor | Pam Shriver             | Kathy Jordan Anne Smith                     | 4–6, 7–5, 6–3    |
| 10 gennaio 1983   | Virginia Slims of Houston, Houston                      | Sintetico indoor | Pam Shriver             | Jo Durie Barbara Potter                     | 6–4, 6–3         |
| 14 febbraio 1983  | Virginia Slims of Chicago, Chicago                      | Sintetico indoor | Pam Shriver             | Kathy Jordan Anne Smith                     | 6–1, 6–2         |
| 7 marzo 1983      | Virginia Slims of Dallas, Dallas                        | Sintetico indoor | Pam Shriver             | Rosie Casals Wendy Turnbull                 | 6–3, 6–2         |
| 23 marzo hips     | Virginia Slims Championships, New York City             | Sintetico indoor | Pam Shriver             | Claudia Kohde Kilsch Eva Pfaff              | 7–5, 6–2         |
| 4 aprile 1983     | Family Circle Cup, Charleston                           | Terra verde      | Candy Reynolds          | Andrea Jaeger Paula Smith                   | 7–5, 6–2         |
| 13 giugno 1983    | International Women's Open, Eastbourne                  | Erba             | Pam Shriver             | Jo Durie Anne Hobbs                         | 6–1, 6–0         |
| 8 agosto 1983     | Virginia Slims of Los Angeles, Los Angeles              | Cemento          | Pam Shriver             | Betsy Nagelsen Virginia Ruzici              | 6–1, 6–0         |
| 10 ottobre 1983   | Eckerd Tennis Open, Tarpon Springs                      | Cemento          | Pam Shriver             | Bonnie Gadusek Wendy White                  | 6–0, 6–1         |
| 24 ottobre 1983   | Porsche Tennis Grand Prix, Stoccarda                    | Sintetico indoor | Candy Reynolds          | Virginia Ruzici Catherine Tanvier           | 6–2, 6–1         |
| 20 febbraio 1984  | US Indoors, East Hanover                                | Sintetico indoor | Pam Shriver             | Jo Durie Ann Kiyomura                       | 5–7, 6–3, 6–3    |
| 27 febbraio 1984  | Virginia Slims Championships, New York City             | Sintetico indoor | Pam Shriver             | Jo Durie Ann Kiyomura                       | 6–3, 6–1         |
| 18 giugno 1984    | International Women's Open, Eastbourne                  | Erba             | Pam Shriver             | Jo Durie Ann Kiyomura                       | 6–4, 6–2         |
| 13 agosto 1984    | WTA New Jersey, Mahwah                                  | Cemento          | Pam Shriver             | Jo Durie Ann Kiyomura                       | 7–6, 3–6, 6–2    |
| 17 settembre 1984 | Maybelline Classic, Fort Lauderdale                     | Cemento          | Elizabeth Smylie        | Barbara Potter Sharon Walsh                 | 2–6, 6–2, 6–3    |
| 24 settembre 1984 | Virginia Slims of New Orleans, New Orleans              | Sintetico indoor | Pam Shriver             | Wendy Turbull Sharon Walsh                  | 6–4, 6–1         |
| 12 novembre 1984  | National Panasonic Open, Brisbane                       | Erba             | Pam Shriver             | Bettina Bunge Eva Pfaff                     | 6–3, 6–2         |
| 7 gennaio 1985    | Virginia Slims of Washington, Washington                | Sintetico indoor | Gigi Fernández          | Claudia Kohde Kilsch Helena Suková          | 6–3, 3–6, 6–3    |
| 5 febbraio 1985   | Miami Open, Delray Beach                                | Cemento          | Gigi Fernández          | Kathy Jordan Hana Mandlíková                | 7–6(4), 6–2      |
| 4 marzo 1985      | US Indoors, Princeton                                   | Sintetico indoor | Pam Shriver             | Marcella Mesker Elizabeth Smylie            | 7–5, 6–2         |
| 18 marzo 1985     | Virginia Slims Championships, New York City             | Sintetico indoor | Pam Shriver             | Claudia Kohde Kilsch Helena Suková          | 6–7, 6–4, 7–6    |
| 22 aprile 1985    | United Airlines Tournament of Champions, Orlando        | Terra rossa      | Pam Shriver             | Elise Burgin Kathleen Horvath               | 6–3, 6–1         |
| 29 aprile 1985    | Virginia Slims of Houston, Houston                      | Terra rossa      | Elise Burgin            | Manuela Maleeva Helena Suková               | 6–1, 3–6, 6–3    |
| 17 giugno 1985    | International Women's Open, Eastbourne                  | Erba             | Pam Shriver             | Kathy Jordan Elizabeth Smylie               | 7–5, 6–4         |
| 5 agosto 1985     | Canada Open, Toronto                                    | Cemento          | Gigi Fernández          | Marcella Mesker Pascale Paradis             | 6–4, 6–0         |
| 11 novembre 1985  | National Panasonic Open, Brisbane                       | Erba             | Pam Shriver             | Claudia Kohde Kilsch Helena Suková          | 6–4, 6(6)–7, 6–1 |
| 6 gennaio 1986    | Virginia Slims of Washington, Fairfax                   | Sintetico indoor | Pam Shriver             | Claudia Kohde Kilsch Helena Suková          | 6–3, 6–4         |
| 13 gennaio 1986   | Virginia Slims of New England, Worcester                | Sintetico indoor | Pam Shriver             | Claudia Kohde Kilsch Helena Suková          | 6–3, 6–4         |
| 31 marzo 1986     | WTA Tournament of Champions, Marco Island               | Terra rossa      | Andrea Temesvári        | Kathy Jordan Elisa Burgin                   | 7–5, 6–2         |
| 16 giugno 1986    | International Women's Open, Eastbourne                  | Erba             | Pam Shriver             | Claudia Kohde Kilsch Helena Suková          | 6–2, 6–4         |
| 11 agosto 1986    | East West Bank Classic, Los Angeles                     | Cemento          | Pam Shriver             | Claudia Kohde Kilsch Helena Suková          | 6–4, 6–3         |
| 13 ottobre 1986   | Porsche Tennis Grand Prix, Filderstadt                  | Sintetico indoor | Pam Shriver             | Bettina Bunge Catarina Lindqvist            | 6–2, 6–3         |
| 3 novembre 1986   | Virginia Slims of New England, Worcester                | Cemento indoor   | Pam Shriver             | Rosalyn Fairbank Candy Reynolds             | 6–2, 6–2         |
| 17 novembre 1986  | Virginia Slims Championships, New York City             | Sintetico indoor | Pam Shriver             | Claudia Kohde Kilsch Helena Suková          | 7–6(1), 6–3      |
| 23 febbraio 1987  | Lipton International Players Championships, Miami       | Cemento          | Pam Shriver             | Claudia Kohde Kilsch Helena Suková          | 6–3, 7–6(6)      |
| 20 aprile 1987    | Virginia Slims of Houston, Houston                      | Terra rossa      | Kathy Jordan            | Zina Garrison Lori McNeil                   | 6–2, 6–4         |
| 4 maggio 1987     | Internazionali d'Italia, Roma                           | Terra rossa      | Gabriela Sabatini       | Claudia Kohde Kilsch Helena Suková          | 6–4, 6–1         |
| 10 agosto 1987    | East West Bank Classic, Los Angeles                     | Cemento          | Pam Shriver             | Zina Garrison Lori McNeil                   | 6–3, 6–4         |
| 12 ottobre 1987   | Porsche Tennis Grand Prix, Filderstadt                  | Sintetico indoor | Pam Shriver             | Zina Garrison Lori McNeil                   | 6–1, 6–2         |
| 16 novembre 1987  | Virginia Slims Championships, New York City             | Sintetico indoor | Pam Shriver             | Claudia Kohde Kilsch Helena Suková          | 6–1, 6–1         |
| 15 febbraio 1988  | Virginia Slims of California, Oakland                   | Cemento indoor   | Rosie Casals            | Hana Mandlíková Jana Novotná                | 6–4, 6–4         |
| 22 febbraio 1988  | Virginia Slims of Washington, Fairfax                   | Cemento indoor   | Pam Shriver             | Gabriela Sabatini Helena Suková             | 6–3, 6–4         |
| 4 aprile 1988     | Family Circle Cup, Hilton Head                          | Terra verde      | Lori McNeil             | Claudia Kohde Kilsch Gabriela Sabatini      | 6–2, 2–6, 6–3    |
| 10 ottobre 1988   | Porsche Tennis Grand Prix, Filderstadt                  | Sintetico indoor | Iwona Kuczyńska         | Raffaella Reggi Elizabeth Reinach           | 6–1, 6–4         |
| 31 ottobre 1988   | Virginia Slims of New England, Worcester                | Sintetico indoor | Pam Shriver             | Gabriela Sabatini Helena Suková             | 6–3, 3–6, 7–5    |
| 14 novembre 1988  | Virginia Slims Championships, New York City             | Sintetico indoor | Pam Shriver             | Larisa Neiland Nataša Zvereva               | 6–3, 6–4         |
| 9 gennaio 1989    | New South Wales Open, Sydney                            | Cemento          | Pam Shriver             | Elizabeth Smylie Sayers Wendy Turnbull      | 6–3, 6–3         |
| 3 aprile 1989     | Family Circle Cup, Hilton Head                          | Terra verde      | Hana Mandlíková         | Mary Lou Daniels Wendy White-Prausa         | 6–4, 6–1         |
| 7 agosto 1989     | East West Bank Classic, Manhattan Beach                 | Cemento          | Wendy Turnbull          | Mary Joe Fernandez Claudia Kohde Kilsch     | 5–2 ritiro       |
| 30 ottobre 1989   | Virginia Slims of New England, Worcester                | Sintetico indoor | Pam Shriver             | Elise Burgin Rosalyn Fairbank               | 6–4, 4–6, 6–4    |
| 13 novembre 1989  | Virginia Slims Championships, New York City             | Sintetico indoor | Pam Shriver             | Larisa Neiland Nataša Zvereva               | 6–3, 6–2         |
| 12 febbraio 1990  | Ameritech Cup, Chicago                                  | Sintetico indoor | Anne Smith              | Arantxa Sánchez Vicario Nathalie Tauziat    | 6(9)–7, 6–4, 6–3 |
| 19 febbraio 1990  | Virginia Slims of Washington, Washington                | Sintetico indoor | Zina Garrison           | Ann Henricksson Dianne van Rensburg         | 6–0, 6–3         |
| 2 aprile 1990     | Family Circle Cup, Hilton Head                          | Terra verde      | Arantxa Sánchez Vicario | Mercedes Paz Nataša Zvereva                 | 7–6(6), 7–5      |
| 30 aprile 1990    | Citizen Cup, Amburgo                                    | Terra rossa      | Gigi Fernández          | Larisa Neiland Helena Suková                | 6–2, 6–3         |
| 22 aprile 1991    | Barcelona Ladies Open, Barcellona                       | Terra rossa      | Arantxa Sánchez Vicario | Nathalie Tauziat Judith Wiesner             | 6–1, 6–3         |
| 14 ottobre 1991   | Porsche Tennis Grand Prix, Filderstadt                  | Cemento indoor   | Jana Novotná            | Pam Shriver Nataša Zvereva                  | 6–2, 5–7, 6–4    |
| 18 novembre 1991  | WTA Tour Championships, New York                        | Sintetico indoor | Pam Shriver             | Gigi Fernández Jana Novotná                 | 4–6, 7–5, 6–4    |
| 10 febbraio 1992  | Ameritech Cup, Chicago                                  | Sintetico indoor | Pam Shriver             | Katrina Adams Zina Garrison                 | 6–4, 7–6(7)      |
| 23 marzo 1992     | U.S. Women's Hard Court Championships, San Antonio      | Cemento          | Pam Shriver             | Patty Fendick Andrea Strnadová              | 3–6, 6–2, 7–6(4) |
| 2 febbraio 1993   | Toray Pan Pacific Open, Tokyo                           | Sintetico indoor | Helena Suková           | Lori McNeil Rennae Stubbs                   | 6–2, 6–4         |
| 7 giugno 1993     | DFS Classic, Birmingham                                 | Erba             | Lori McNeil             | Pam Shriver Elizabeth Smylie                | 6–3, 6–4         |
| 4 ottobre 1993    | Open di Zurigo, Zurigo                                  | Sintetico indoor | Zina Garrison           | Gigi Fernández Nataša Zvereva               | 6–3, 5–7, 6–3    |
| 21 marzo 1994     | Virginia Slims of Houston, Houston                      | Terra rossa      | Manon Bollegraf         | Katrina Adams Zina Garrison                 | 6–4, 6–2         |
| 3 ottobre 1994    | Open di Zurigo, Zurigo                                  | Sintetico indoor | Manon Bollegraf         | Patty Fendick Meredith McGrath              | 7–6(3), 6–1      |
| 20 maggio 2002    | Madrid Open, Madrid                                     | Terra rossa      | Nataša Zvereva          | Rossana de los Ríos Arantxa Sánchez Vicario | 6–2, 6–3         |
| 30 dicembre 2003  | Mondial Australian Women's Hardcourts, Gold Coast       | Cemento          | Svetlana Kuznecova      | Nathalie Dechy Émilie Loit                  | 6–4, 6–4         |
| 31 marzo 2003     | Sarasota Clay Court Classic, Sarasota                   | Terra verde      | Liezel Huber            | Shinobu Asagoe Nana Miyagi                  | 7–6(8), 6–3      |
| 12 maggio 2003    | Internazionali BNL d'Italia, Roma                       | Terra rossa      | Svetlana Kuznecova      | Jelena Dokić Nadia Petrova                  | 6–4, 5–7, 6–2    |
| 11 agosto 2003    | Canada Open, Toronto                                    | Cemento          | Svetlana Kuznecova      | María Vento-Kabchi Angelique Widjaja        | 3–6, 6–1, 6–1    |
| 22 settembre 2003 | Sparkassen Cup, Lipsia                                  | Sintetico indoor | Svetlana Kuznecova      | Elena Lichovceva Nadia Petrova              | 3–6, 6–1, 6–3    |
| 27 ottobre 2003   | Advanta Championships of Philadelphia, Filadelfia       | Cemento indoor   | Lisa Raymond            | Cara Black Rennae Stubbs                    | 6–3, 6–4         |
| 17 maggio 2004    | WTA Austrian Open, Vienna                               | Terra rossa      | Lisa Raymond            | Cara Black Rennae Stubbs                    | 6–2, 7–5         |
| 15 agosto 2005    | Canada Open, Toronto                                    | Cemento          | Anna-Lena Grönefeld     | Conchita Martínez Virginia Ruano Pascual    | 5–7, 6–3, 6–4    |
| 22 maggio 2006    | Internationaux de Strasbourg, Strasburgo                | Terra rossa      | Liezel Huber            | Martina Müller Andreea Ehritt-Vanc          | 6–2, 7–6(1)      |
| 14 agosto 2006    | Canada Masters, Montréal                                | Cemento          | Nadia Petrova           | Cara Black Anna-Lena Grönefeld              | 6–1, 6–2         |

#### Sconfitte

##### Grande Slam (6)
| Anno | Torneo          | Superficie | Compagna           | Avversarie in finale                 | Punteggio        |
| 1977 | Wimbledon (1)   | Erba       | Betty Stöve        | Helen Gourlay Cawley JoAnne Russell  | 6–3, 6–3         |
| 1979 | US Open (1)     | Cemento    | Billie Jean King   | Betty Stöve Wendy Turnbull           | 7–5, 6–3         |
| 1981 | Australian Open | Erba       | Pam Shriver        | Kathy Jordan Anne Smith              | 6–2, 7–5         |
| 1985 | Wimbledon (2)   | Erba       | Pam Shriver        | Kathy Jordan Elizabeth Sayers Smylie | 5–7, 6–3, 6–4    |
| 1985 | US Open (2)     | Cemento    | Pam Shriver        | Claudia Kohde Kilsch Helena Suková   | 6(5)–7, 6–2, 6–3 |
| 2003 | US Open (3)     | Cemento    | Svetlana Kuznecova | Virginia Ruano Paola Suárez          | 6–2, 6–3         |

##### Altre finali perse
| Settimana         | Torneo                                                                      | Superficie       | Compagna                | Avversarie in finale                      | Punteggio        |
| ----------------- | --------------------------------------------------------------------------- | ---------------- | ----------------------- | ----------------------------------------- | ---------------- |
| 4 giugno 1973     | Internazionali d'Italia, Roma                                               | Terra rossa      | Renáta Tomanová         | Ol'ga Morozova Virginia Wade              | 3–6, 6–2, 7–5    |
| 3 febbraio 1975   | Virginia Slims of Akron, Akron                                              | Sintetico indoor | Chris Evert             | Françoise Dürr Betty Stöve                | 7–5, 7–6         |
| 3 marzo 1975      | Virginia Slims of Boston, Boston                                            | Sintetico indoor | Chris Evert             | Rosie Casals Billie Jean King             | 6–3, 6–4         |
| 23 gennaio 1976   | Virginia Slims of Chicago, Chicago                                          | Sintetico indoor | Evonne Goolagong Cawley | Ol'ga Morozova Virginia Wade              | 6(4)–7, 6–4, 6–4 |
| 14 febbraio 1977  | Virginia Slims of Los Angeles, Los Angeles                                  | Cemento indoor   | Betty Stöve             | Rosie Casals Chris Evert                  | 6–2, 6–4         |
| 14 marzo 1977     | Virginia Slims of Philadelphia, Filadelfia                                  | Cemento          | Betty Stöve             | Françoise Dürr Virginia Wade              | 6–4, 4–6, 6–4    |
| 17 ottobre 1977   | Brasil Open, San Paolo                                                      | Cemento          | Betty Stöve             | Kerry Melville Reid Wendy Turnbull        | 6–3, 5–7, 6–2    |
| 19 giugno 1978    | International Women's Open, Eastbourne                                      | Erba             | Billie Jean King        | Chris Evert Betty Stöve                   | 6–4, 6–7, 7–5    |
| 25 settembre 1978 | Toyota Classic, Atlanta                                                     | Sintetico indoor | Anne Smith              | Françoise Dürr Virginia Wade              | 4–6, 6–2, 6–4    |
| 2 ottobre 1978    | Thunderbird Classic, Phoenix                                                | Cemento          | Anne Smith              | Tracy Austin Betty Stöve                  | 6–4, 6–7, 6–2    |
| 12 febbraio 1979  | Avon Championships of Los Angeles, Los Angeles                              | Sintetico indoor | Anne Smith              | Rosie Casals Chris Evert                  | 6–4, 1–6, 6–3    |
| 13 agosto 1979    | Central Fidelity Bank International, Richmond                               | Sintetico indoor | Billie Jean King        | Betty Stöve Wendy Turnbull                | 6–1, 6–4         |
| 13 ottobre 1980   | Maybelline Classic, Deerfield Beach                                         | Cemento          | Candy Reynolds          | Andrea Jaeger Regina Maršíková            | 1–6, 6–1, 6–2    |
| 20 ottobre 1980   | Brighton International, Brighton                                            | Sintetico indoor | Betty Stöve             | Kathy Jordan Anne Smith                   | 6–3, 7–5         |
| 19 gennaio 1981   | Cincinnati Open, Cincinnati                                                 | Sintetico indoor | Pam Shriver             | Kathy Jordan Anne Smith                   | 1–6, 6–3, 6–3    |
| 9 febbraio 1981   | Avon Championships of California, Oakland                                   | Sintetico indoor | Virginia Wade           | Rosie Casals Wendy Turnbull               | 6–1, 6–4         |
| 5 ottobre 1981    | Eckerd Tennis Open, Tampa                                                   | Cemento          | Renáta Tomanová         | Rosie Casals Wendy Turnbull               | 6–3, 6–4         |
| 4 gennaio 1982    | Avon Championships of Washington, Washington                                | Sintetico indoor | Pam Shriver             | Kathy Jordan Anne Smith                   | 6–2, 3–6, 6–1    |
| 18 aprile 1983    | United Airlines Tournament of Champions, Orlando                            | Terra rossa      | Pam Shriver             | Billie Jean King Anne Smith               | 6–3, 1–6, 7–6    |
| 12 maggio 1986    | WTA German Open, Berlino                                                    | Terra rossa      | Andrea Temesvári        | Steffi Graf Helena Suková                 | 7–5, 6–2         |
| 18 aprile 1988    | Virginia Slims of Houston, Houston                                          | Terra rossa      | Lori McNeil             | Katrina Adams Zina Garrison               | 6(4)–7, 6–2, 6–4 |
| 10 aprile 1989    | Bausch & Lomb Championships, Amelia Island                                  | Terra verde      | Pam Shriver             | Larisa Neiland Nataša Zvereva             | 7–6(4), 2–6, 6–1 |
| 21 agosto 1989    | Canada Open, Toronto                                                        | Cemento          | Larisa Neiland          | Gigi Fernández Robin White                | 6–1, 7–5         |
| 26 febbraio 1990  | Newsweek Champions Cup and the Virginia Slims of Indian Wells, Indian Wells | Cemento          | Gigi Fernández          | Jana Novotná Helena Suková                | 6–2, 7–6(6)      |
| 24 settembre 1990 | Nichirei International Championships, Tokyo                                 | Sintetico indoor | Gigi Fernández          | Mary Joe Fernández Robin White            | 4–6, 6–3, 7–6(4) |
| 11 febbraio 1991  | Ameritech Cup, Chicago                                                      | Sintetico indoor | Pam Shriver             | Gigi Fernández Jana Novotná               | 6–2, 6–4         |
| 4 novembre 1991   | Bank of the West Classic, Oakland                                           | Sintetico indoor | Pam Shriver             | Patty Fendick Gigi Fernández              | 6–4, 7–5         |
| 27 gennaio 1992   | Toray Pan Pacific Open, Tokyo                                               | Sintetico indoor | Pam Shriver             | Arantxa Sánchez Vicario Helena Suková     | 7–5, 6–1         |
| 5 ottobre 1992    | Open di Zurigo, Zurigo                                                      | Sintetico indoor | Pam Shriver             | Helena Suková Nataša Zvereva              | 6–4, 6–3         |
| 11 ottobre 1993   | Porsche Tennis Grand Prix, Filderstadt                                      | Cemento indoor   | Patty Fendick           | Gigi Fernández Nataša Zvereva             | 7–6(6), 6–4      |
| 31 gennaio 1994   | Toray Pan Pacific Open, Tokyo                                               | Sintetico indoor | Manon Bollegraf         | Pam Shriver Elizabeth Smylie              | 6–3, 3–6, 7–6(3) |
| 7 febbraio 1994   | Ameritech Cup, Chicago                                                      | Sintetico indoor | Manon Bollegraf         | Gigi Fernández Nataša Zvereva             | 6–3, 3–6, 6–4    |
| 31 ottobre 1994   | Bank of the West Classic, Oakland                                           | Sintetico indoor | Gigi Fernández          | Lindsay Davenport Arantxa Sánchez Vicario | 7–5, 6–4         |
| 9 aprile 2001     | Bausch & Lomb Championships, Amelia Island                                  | Terra verde      | Arantxa Sánchez Vicario | Conchita Martínez Patricia Tarabini       | 6–4, 6–2         |
| 9 giugno 2003     | DFS Classic, Birmingham                                                     | Erba             | Alicia Molik            | Els Callens Meilen Tu                     | 7–5, 6–4         |
| 6 ottobre 2003    | Porsche Tennis Grand Prix, Filderstadt                                      | Cemento indoor   | Cara Black              | Lisa Raymond Rennae Stubbs                | 6–2, 6–4         |
| 12 aprile 2004    | Family Circle Cup, Charleston                                               | Terra verde      | Lisa Raymond            | Virginia Ruano Pascual Paola Suárez       | 6–4, 6–1         |
| 23 agosto 2004    | Pilot Pen Tennis, New Haven                                                 | Cemento          | Lisa Raymond            | Nadia Petrova Meghann Shaughnessy         | 6–1, 1–6, 7–6(4) |
| 20 marzo 2006     | NASDAQ-100 Open, Miami                                                      | Cemento          | Liezel Huber            | Lisa Raymond Samantha Stosur              | 6–4, 7–5         |
| 19 giugno 2006    | International Women's Open, Eastbourne                                      | Erba             | Liezel Huber            | Svetlana Kuznecova Amélie Mauresmo        | 6–2, 6–4         |

### Doppio misto

#### Vittorie

##### Grande Slam (10)
| Anno | Torneo              | Compagno        | Avversari in finale                     | Punteggio            |
| 1974 | Open di Francia (1) | Iván Molina     | Rosie Reyes Darmon Marcelo Lara         | 6–3, 6–3             |
| 1985 | Open di Francia (2) | Heinz Günthardt | Paula Smith Francisco González          | 2–6, 6–3, 6–2        |
| 1985 | Wimbledon (1)       | Paul McNamee    | Elizabeth Sayers Smylie John Fitzgerald | 7–5, 4–6, 6–2        |
| 1985 | US Open (1)         | Heinz Günthardt | Elizabeth Sayers Smylie John Fitzgerald | 6–3, 6–4             |
| 1987 | US Open (2)         | Emilio Sánchez  | Betsy Nagelsen Paul Annacone            | 6–4, 6(6)–7, 7–6(12) |
| 1993 | Wimbledon (2)       | Mark Woodforde  | Tom Nijssen Manon Bollegraf             | 6–3, 6–4             |
| 1995 | Wimbledon (3)       | Jonathan Stark  | Cyril Suk Gigi Fernández                | 6–4, 6–4             |
| 2003 | Australian Open     | Leander Paes    | Eléni Daniilídou Todd Woodbridge        | 6–4, 7–5             |
| 2003 | Wimbledon (4)       | Leander Paes    | Anastasija Rodionova Andy Ram           | 6–3, 6–3             |
| 2006 | US Open (3)         | Bob Bryan       | Květa Hrdličková Martin Damm            | 6–2, 6–3             |

#### Sconfitte

##### Grande Slam (6)
| Anno | Torneo              | Compagno        | Avversari in finale                | Punteggio     |
| 1986 | Wimbledon (1)       | Heinz Günthardt | Kathy Jordan Ken Flach             | 6–3, 7–6(7)   |
| 1986 | US Open (1)         | Peter Fleming   | Raffaella Reggi Sergio Casal       | 6–4, 6–4      |
| 1988 | Australian Open (1) | Tim Gullikson   | Jana Novotná Jim Pugh              | 5–7, 6–2, 6–4 |
| 1993 | US Open (2)         | Mark Woodforde  | Helena Suková Todd Woodbridge      | 6–3, 7–6(6)   |
| 2004 | Australian Open (2) | Leander Paes    | Elena Bovina Nenad Zimonjić        | 6–1, 7–6(3)   |
| 2005 | Open di Francia     | Leander Paes    | Daniela Hantuchová Fabrice Santoro | 3–6, 6–3, 6–2 |

## Risultati in progressione

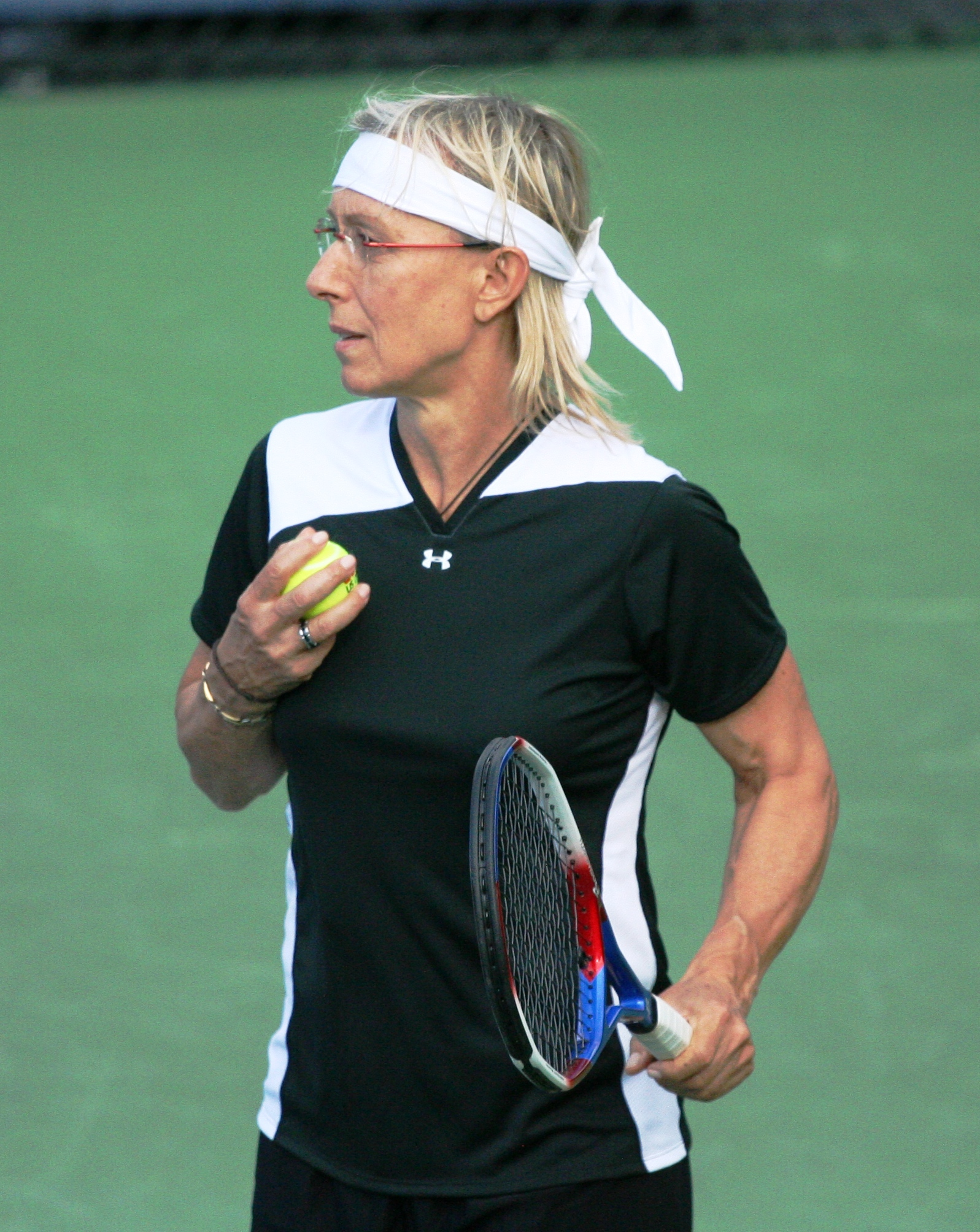
Martina Navrátilová nel 2010

| Sigla | Risultato               |
| ----- | ----------------------- |
| V     | Vincitore               |
| F     | Finalista               |
| SF    | Semifinalista           |
| O     | Oro olimpico            |
| A     | Argento olimpico        |
| SF    | Bronzo olimpico         |
| QF    | Quarti di Finale        |
| 4T    | Quarto turno            |
| 3T    | Terzo turno             |
| 2T    | Secondo turno           |
| 1T    | Primo turno             |
| RR    | Round Robin             |
| LQ    | Turno di qualificazione |
| A     | Assente                 |
| ND    | Non disputato           |

| Legenda superfici    |
| -------------------- |
| Cemento              |
| Terra battuta        |
| Erba                 |
| Superficie variabile |

### Singolare nei tornei del Grande Slam
|                    | Cecoslovacchia | Cecoslovacchia | Cecoslovacchia | Stati Uniti | Stati Uniti | Stati Uniti | Stati Uniti | Stati Uniti | Stati Uniti | Stati Uniti | Stati Uniti | Stati Uniti | Stati Uniti | Stati Uniti | Stati Uniti | Stati Uniti | Stati Uniti | Stati Uniti | Stati Uniti | Stati Uniti | Stati Uniti | Stati Uniti | Stati Uniti | Stati Uniti | Stati Uniti |         |        |
| Torneo             | 1973           | 1974           | 1975           | 1976        | 1977        | 1977        | 1978        | 1979        | 1980        | 1981        | 1982        | 1983        | 1984        | 1985        | 1986        | 1987        | 1988        | 1989        | 1990        | 1991        | 1992        | 1993        | 1994        | 1995–03     | 2004        | Titoli  | V-S    |
| Australian Open    | A              | A              | F              | A           | A           | A           | A           | A           | SF          | V           | F           | V           | SF          | V           | –           | F           | SF          | QF          | A           | A           | A           | A           | A           | A           | A           | 3 / 10  | 46–7   |
| Open di Francia    | QF             | QF             | F              | A           | A           | A           | A           | A           | A           | QF          | V           | 4T          | V           | F           | F           | F           | 4T          | A           | A           | A           | A           | A           | 1T          | A           | 1T          | 2 / 13  | 51–11  |
| Wimbledon          | 3T             | 1T             | QF             | SF          | QF          | QF          | V           | V           | SF          | SF          | V           | V           | V           | V           | V           | V           | F           | F           | V           | QF          | SF          | SF          | F           | A           | 2T          | 9 / 23  | 120–14 |
| US Open            | 1T             | 3T             | SF             | 1T          | SF          | SF          | SF          | SF          | 4T          | F           | QF          | V           | V           | F           | V           | V           | QF          | F           | 4T          | F           | 2T          | 4T          | A           | A           | A           | 4 / 21  | 89–17  |
| Titoli             | 0 / 3          | 0 / 3          | 0 / 4          | 0 / 2       | 0 / 2       | 0 / 2       | 1 / 2       | 1 / 2       | 0 / 3       | 1 / 4       | 2 / 4       | 3 / 4       | 3 / 4       | 2 / 4       | 2 / 3       | 2 / 4       | 0 / 4       | 0 / 3       | 1 / 2       | 0 / 2       | 0 / 2       | 0 / 2       | 0 / 2       | 0 / 0       | 0 / 2       | 18 / 67 | –      |
| Vittorie-Sconfitte | 5–3            | 5–3            | 17–4           | 5–2         | 9–2         | 9–2         | 11–1        | 11–1        | 11–3        | 19–3        | 20–2        | 23–1        | 25–1        | 25–2        | 20–1        | 25–2        | 18–4        | 16–3        | 10–1        | 10–2        | 6–2         | 8–2         | 6–2         | 0–0         | 1–2         | –       | 306–49 |

–=Torneo non disputato.
A=Assente.
Titoli=il rapporto tra il numero di major vinti rispetto al numero di quelle giocate.
Note:L'Australian Open è stato giocato 2 volte nel 1977, in gennaio e dicembre; non è stato disputato nel 1986.

### Altri tornei di singolare
|                         | Cecoslovacchia | Cecoslovacchia | Cecoslovacchia | Stati Uniti | Stati Uniti | Stati Uniti | Stati Uniti | Stati Uniti | Stati Uniti | Stati Uniti | Stati Uniti | Stati Uniti | Stati Uniti | Stati Uniti | Stati Uniti | Stati Uniti | Stati Uniti | Stati Uniti | Stati Uniti | Stati Uniti | Stati Uniti | Stati Uniti | Stati Uniti | Stati Uniti | Stati Uniti | Stati Uniti | Stati Uniti | Stati Uniti |         |       |
| Torneo                  | 1973           | 1974           | 1975           | 1976        | 1977        | 1978        | 1979        | 1980        | 1981        | 1982        | 1983        | 1984        | 1985        | 1986        | 1986        | 1987        | 1988        | 1989        | 1990        | 1991        | 1992        | 1993        | 1994        | 1995–01     | 2002        | 2003        | 2004        | 2005        | Titoli  | V-S   |
| WTA Tour Championships  | A              | QF             | F              | SF          | RR          | V           | V           | F           | V           | F           | V           | V           | V           | V           | V           | QF          | QF          | F           | A           | F           | F           | QF          | 1T          | A           | A           | A           | A           | A           | 8 / 21  | 60–13 |
| Toyota Championships    | –              | –              | –              | –           | –           | –           | –           | –           | F           | V           | –           | –           | –           | –           | –           | –           | –           | –           | –           | –           | –           | –           | –           | –           | –           | –           | –           | –           | 2 / 7   | 16–5  |
| Chicago                 | A              | 2T             | F              | SF          | A           | V           | V           | V           | V           | V           | V           | A           | A           | V           | V           | V           | V           | QF          | V           | V           | V           | F           | QF          | A           | A           | A           | A           | A           | 12 / 18 | 68–5  |
| Eastbourne              | A              | SF             | 2T             | SF          | A           | V           | F           | 3T          | SF          | V           | V           | V           | V           | V           | V           | F           | V           | V           | V           | V           | 2T          | V           | QF          | A           | 2T          | A           | LQ          | A           | 11 / 22 | 93–11 |
| Washington, D.C.        | A              | 2T             | V              | A           | V           | V           | F           | A           | A           | V           | V           | A           | V           | V           | V           | A           | V           | A           | V           | –           | –           | –           | –           | –           | –           | –           | –           | –           | 9 / 11  | 49–2  |
| Dallas                  | 1T             | 2T             | F              | F           | 1T          | QF          | V           | V           | V           | V           | V           | A           | V           | V           | V           | A           | V           | V           | –           | –           | –           | –           | –           | –           | –           | –           | –           | –           | 9 / 15  | 56–6  |
| Los Angeles             | A              | –              | –              | –           | F           | V           | F           | V           | V           | A           | V           | A           | A           | V           | V           | SF          | A           | V           | F           | A           | V           | V           | 3T          | A           | A           | A           | A           | A           | 8 / 13  | 55–5  |
| Houston                 | –              | –              | –              | V           | V           | V           | V           | F           | A           | A           | V           | A           | V           | A           | A           | F           | F           | A           | SF          | A           | A           | A           | 2T          | A           | –           | –           | –           | –           | 6 / 11  | 43–5  |
| Filderstadt             | –              | –              | –              | –           | –           | A           | F           | A           | F           | V           | V           | A           | A           | V           | V           | V           | V           | A           | A           | F           | V           | QF          | QF          | A           | A           | A           | A           | A           | 6 / 11  | 45–5  |
| Boston                  | –              | A              | V              | A           | –           | SF          | A           | A           | A           | A           | A           | A           | –           | V           | V           | A           | V           | V           | A           | –           | –           | –           | –           | –           | –           | –           | –           | –           | 5 / 6   | 28–1  |
| Sydney                  | A              | A              | A              | V           | A           | A           | A           | QF          | F           | V           | A           | V           | V           | A           | A           | A           | A           | V           | A           | A           | A           | A           | A           | A           | A           | A           | A           | A           | 5 / 7   | 31–2  |
| Oakland / San Francisco | A              | 1T             | SF             | QF          | A           | A           | V           | V           | 1T          | A           | A           | F           | A           | SF          | SF          | A           | V           | SF          | F           | V           | F           | V           | F           | A           | A           | A           | A           | A           | 5 / 15  | 45–10 |
| Orlando                 | –              | V              | F              | –           | –           | –           | –           | V           | A           | V           | A           | A           | V           | –           | –           | –           | –           | –           | –           | –           | –           | –           | –           | –           | –           | –           | –           | –           | 4 / 5   | 21–0  |
| Canada Open             | SF             | A              | A              | A           | A           | A           | A           | 3T          | SF          | V           | V           | A           | QF          | A           | A           | A           | QF          | V           | A           | A           | A           | A           | A           | A           | A           | A           | A           | A           | 4 / 8   | 29–4  |
| Charleston              | A              | A              | F              | 2T          | A           | QF          | SF          | A           | A           | V           | V           | A           | A           | A           | A           | A           | V           | SF          | V           | QF          | 3T          | A           | 2T          | A           | A           | A           | 1T          | A           | 4 / 13  | 34–9  |
| Amelia Island           | –              | –              | –              | –           | –           | –           | –           | V           | F           | A           | A           | V           | A           | A           | A           | A           | V           | SF          | A           | A           | A           | A           | SF          | A           | A           | A           | 1T          | A           | 3 / 7   | 25–4  |
| US Indoors              | 1T             | 1T             | A              | 3T          | –           | A           | SF          | A           | V           | A           | A           | A           | SF          | V           | V           | A           | –           | –           | –           | –           | –           | –           | –           | –           | –           | –           | –           | –           | 3 / 8   | 22–5  |
| Indian Wells            | –              | –              | –              | –           | –           | –           | –           | –           | –           | –           | –           | –           | –           | –           | –           | –           | –           | A           | V           | V           | A           | A           | A           | A           | A           | A           | A           | A           | 2 / 2   | 10–0  |
| Paris Indoor            | –              | –              | –              | –           | –           | –           | –           | –           | –           | –           | –           | –           | –           | –           | –           | –           | –           | –           | –           | –           | –           | V           | V           | A           | A           | A           | A           | A           | 2 / 2   | 10–0  |
| Richmond                | A              | –              | –              | –           | –           | –           | V           | V           | A           | A           | A           | A           | –           | –           | –           | –           | –           | –           | –           | –           | –           | –           | –           | –           | –           | –           | –           | –           | 2 / 2   | 10–0  |
| Torneo                  | 1973           | 1974           | 1975           | 1976        | 1977        | 1978        | 1979        | 1980        | 1981        | 1982        | 1983        | 1984        | 1985        | 1986        | 1986        | 1987        | 1988        | 1989        | 1990        | 1991        | 1992        | 1993        | 1994        | 1995–01     | 2002        | 2003        | 2004        | 2005        | Titoli  | V-S   |
| Brighton                | –              | –              | –              | –           | –           | A           | V           | F           | A           | V           | A           | A           | A           | A           | A           | A           | A           | A           | A           | A           | A           | A           | A           | A           | –           | –           | –           | –           | 2 / 3   | 13–1  |
| Seattle                 | –              | –              | –              | –           | F           | V           | A           | A           | A           | V           | –           | –           | –           | –           | –           | –           | –           | –           | –           | –           | –           | –           | –           | –           | –           | –           | –           | –           | 2 / 3   | 14–1  |
| Tampa                   | SF             | A              | –              | –           | A           | QF          | A           | A           | V           | A           | V           | A           | A           | A           | A           | A           | A           | A           | A           | –           | –           | –           | –           | –           | –           | –           | –           | –           | 2 / 4   | 15–2  |
| Tokyo (Pan Pacific)     | –              | –              | –              | –           | –           | –           | –           | –           | –           | –           | –           | –           | A           | A           | A           | A           | A           | V           | A           | F           | F           | V           | F           | A           | A           | A           | A           | A           | 2 / 5   | 19–3  |
| Phoenix                 | A              | A              | SF             | SF          | SF          | V           | V           | A           | –           | –           | –           | –           | –           | A           | A           | A           | A           | A           | A           | –           | –           | –           | –           | –           | –           | –           | –           | –           | 2 / 5   | 19–3  |
| Detroit                 | A              | 2T             | SF             | A           | V           | V           | SF          | A           | A           | A           | A           | –           | –           | –           | –           | –           | –           | –           | –           | –           | –           | –           | –           | –           | –           | –           | –           | –           | 2 / 5   | 17–3  |
| Birmingham              | A              | –              | –              | –           | A           | A           | QF          | A           | SF          | A           | A           | A           | A           | A           | A           | A           | A           | V           | A           | V           | A           | QF          | A           | A           | A           | A           | A           | A           | 2 / 5   | 16–3  |
| US Hard Court           | –              | –              | –              | –           | –           | –           | –           | –           | –           | –           | –           | –           | –           | –           | –           | –           | A           | A           | A           | A           | V           | A           | –           | –           | –           | A           | A           | A           | 1 / 1   | 4–0   |
| Key Biscayne            | –              | –              | –              | –           | –           | –           | –           | –           | –           | –           | –           | –           | V           | A           | A           | SF          | A           | A           | A           | A           | A           | A           | A           | A           | A           | A           | A           | A           | 1 / 2   | 12–1  |
| Charlotte               | SF             | –              | –              | –           | V           | –           | –           | –           | –           | –           | –           | –           | –           | –           | –           | –           | –           | –           | –           | –           | –           | –           | –           | –           | –           | –           | –           | –           | 1 / 2   | 8–1   |
| Newport                 | A              | 3T             | –              | –           | –           | –           | –           | –           | –           | –           | A           | V           | A           | A           | A           | A           | A           | A           | A           | –           | –           | –           | –           | –           | –           | –           | –           | –           | 1 / 2   | 7–1   |
| Denver                  | A              | 2T             | V              | –           | –           | –           | –           | –           | –           | –           | –           | A           | A           | –           | –           | –           | –           | –           | –           | A           | –           | –           | –           | –           | –           | –           | –           | –           | 1 / 2   | 6–1   |
| Atlanta                 | –              | –              | F              | –           | QF          | F           | V           | A           | A           | A           | A           | –           | –           | –           | –           | –           | –           | –           | –           | –           | –           | –           | –           | –           | –           | –           | –           | –           | 1 / 4   | 15–3  |
| Tokyo (Gunze / Borden)  | A              | A              | –              | SF          | F           | F           | V           | A           | A           | A           | A           | A           | –           | –           | –           | –           | –           | –           | –           | –           | –           | –           | –           | –           | –           | –           | –           | –           | 1 / 4   | 8–3   |
| Philadelphia            | –              | –              | SF             | A           | F           | –           | –           | –           | –           | –           | –           | –           | –           | –           | –           | –           | –           | –           | –           | A           | A           | A           | A           | –           | –           | A           | A           | A           | 0 / 2   | 7–2   |
| Fort Lauderdale         | 2T             | 1T             | –              | –           | –           | –           | –           | –           | –           | –           | –           | –           | –           | –           | –           | –           | –           | –           | –           | –           | –           | –           | –           | –           | –           | –           | –           | –           | 0 / 2   | 4–2   |
| Zürich                  | –              | –              | –              | –           | –           | –           | –           | –           | –           | –           | –           | A           | A           | A           | A           | A           | A           | A           | A           | A           | F           | F           | QF          | A           | A           | A           | A           | A           | 0 / 3   | 10–3  |
| German Open             | 2T             | F              | A              | A           | A           | A           | A           | –           | A           | A           | A           | A           | A           | F           | F           | A           | A           | A           | A           | A           | A           | A           | A           | A           | A           | A           | A           | A           | 0 / 3   | 9–3   |
| Akron                   | 1T             | QF             | QF             | A           | –           | –           | –           | –           | –           | –           | –           | –           | –           | –           | –           | –           | –           | –           | –           | –           | –           | –           | –           | –           | –           | –           | –           | –           | 0 / 3   | 4–3   |
| Sarasota                | 1T             | A              | 2T             | SF          | –           | –           | –           | –           | –           | –           | –           | –           | –           | –           | –           | –           | –           | –           | –           | –           | –           | –           | –           | –           | A           | A           | –           | –           | 0 / 3   | 4–3   |
| Palm Springs            | –              | 1T             | SF             | QF          | RR          | F           | –           | –           | –           | –           | A           | –           | –           | –           | –           | –           | –           | –           | –           | –           | –           | –           | –           | –           | –           | –           | –           | –           | 0 / 5   | 8–6   |
| Internazionali d'Italia | 2T             | F              | F              | A           | A           | A           | A           | A           | A           | A           | A           | A           | A           | –           | –           | SF          | A           | A           | F           | QF          | A           | QF          | F           | A           | A           | A           | A           | A           | 0 / 8   | 24–8  |

### Doppio nei tornei del Grande Slam
|                    | Cecoslovacchia | Cecoslovacchia | Cecoslovacchia | Stati Uniti | Stati Uniti | Stati Uniti | Stati Uniti | Stati Uniti | Stati Uniti | Stati Uniti | Stati Uniti | Stati Uniti | Stati Uniti | Stati Uniti | Stati Uniti | Stati Uniti | Stati Uniti | Stati Uniti | Stati Uniti | Stati Uniti | Stati Uniti | Stati Uniti | Stati Uniti | Stati Uniti | Stati Uniti | Stati Uniti | Stati Uniti | Stati Uniti | Stati Uniti | Stati Uniti | Stati Uniti | Stati Uniti |         |
| Torneo             | 1973           | 1974           | 1975           | 1976        | 1977        | 1977        | 1978        | 1979        | 1980        | 1981        | 1982        | 1983        | 1984        | 1985        | 1986        | 1987        | 1988        | 1989        | 1990        | 1991        | 1992        | 1993        | 1994        | 1995        | 1996–99     | 2000        | 2001        | 2002        | 2003        | 2004        | 2005        | 2006        | Titoli  |
| Australian Open    | A              | A              | A              | A           | A           | A           | A           | A           | V           | F           | V           | V           | V           | V           | –           | V           | V           | V           | A           | A           | A           | A           | A           | A           | A           | A           | A           | A           | 3T          | 2T          | QF          | A           | 8 / 13  |
| Open di Francia    | QF             | SF             | V              | A           | A           | A           | A           | A           | A           | SF          | V           | A           | V           | V           | V           | V           | V           | A           | A           | A           | A           | A           | 3T          | A           | A           | 3T          | 1T          | 1T          | 3T          | SF          | 1T          | 2T          | 7 / 18  |
| Wimbledon          | 1T             | 1T             | QF             | V           | F           | F           | QF          | V           | SF          | V           | V           | V           | V           | F           | V           | QF          | 3T          | SF          | QF          | SF          | SF          | A           | SF          | A           | A           | QF          | QF          | 2T          | QF          | SF          | SF          | QF          | 7 / 28  |
| US Open            | 1T             | QF             | SF             | A           | V           | V           | V           | F           | V           | SF          | SF          | V           | V           | F           | V           | V           | SF          | V           | V           | 3T          | SF          | A           | A           | 2T          | A           | 3T          | QF          | 3T          | F           | QF          | SF          | QF          | 9 / 27  |
| Titoli Grande Slam | 0 / 3          | 0 / 3          | 1 / 4          | 1 / 1       | 1 / 2       | 1 / 2       | 1 / 2       | 1 / 2       | 2 / 3       | 1 / 4       | 3 / 4       | 3 / 3       | 4 / 4       | 2 / 4       | 3 / 3       | 3 / 4       | 2 / 4       | 2 / 3       | 1 / 2       | 0 / 2       | 0 / 2       | 0 / 0       | 0 / 2       | 0 / 1       | 0 / 0       | 0 / 3       | 0 / 3       | 0 / 3       | 0 / 4       | 0 / 4       | 0 / 4       | 0 / 3       | 31 / 86 |

– = Torneo non disputato.
A=Assente.
Titoli=il rapporto tra il numero di major vinti rispetto al numero di quelle giocate.
Note:L'Australian Open è stato giocato 2 volte nel 1977, in gennaio e dicembre; non è stato disputato nel 1986.

### Doppio misto nei tornei del Grande Slam
| Torneo          | 1973          | 1974          | 1975          | 1976          | 1977          | 1977          | 1978          | 1979          | 1980          | 1981          | 1982          | 1983          | 1984          | 1985          | 1986          | 1987 | 1988 | 1989 | 1990 | 1991 | 1992 | 1993 | 1994 | 1995 | 1996 | 1997 | 1998 | 1999 | 2000 | 2001 | 2002 | 2003 | 2004 | 2005 | 2006 |
| --------------- | ------------- | ------------- | ------------- | ------------- | ------------- | ------------- | ------------- | ------------- | ------------- | ------------- | ------------- | ------------- | ------------- | ------------- | ------------- | ---- | ---- | ---- | ---- | ---- | ---- | ---- | ---- | ---- | ---- | ---- | ---- | ---- | ---- | ---- | ---- | ---- | ---- | ---- | ---- |
| Australian Open | Non disputato | Non disputato | Non disputato | Non disputato | Non disputato | Non disputato | Non disputato | Non disputato | Non disputato | Non disputato | Non disputato | Non disputato | Non disputato | Non disputato | Non disputato | SF   | F    | A    | A    | A    | A    | A    | A    | A    | A    | A    | A    | A    | A    | A    | A    | V    | F    | SF   | A    |
| Open di Francia | A             | V             | A             | A             | A             | A             | A             | A             | A             | A             | A             | A             | A             | V             | QF            | QF   | SF   | A    | A    | A    | A    | A    | 3T   | A    | A    | A    | A    | A    | 2T   | 2T   | A    | 2T   | 2T   | F    | SF   |
| Wimbledon       | QF            | 3T            | SF            | 2T            | SF            | SF            | A             | A             | A             | A             | A             | A             | QF            | V             | F             | A    | QF   | A    | A    | A    | A    | V    | A    | V    | QF   | A    | A    | A    | 1T   | 2T   | 2T   | V    | 3T   | QF   | 3T   |
| US Open         | A             | 2T            | A             | A             | A             | A             | A             | SF            | A             | A             | A             | A             | A             | V             | F             | V    | A    | A    | A    | A    | A    | F    | A    | QF   | A    | A    | A    | A    | 2T   | 1T   | 2T   | A    | SF   | QF   | V    |

### Palmarès tornei del Grande Slam
| Slam                   | Torn.                  | 1973                   | 1974                   | 1975                   | 1976                   | 1977                   | 1978                   | 1979                   | 1980                   | 1981                   | 1982                   | 1983                   | 1984                   | 1985                   | 1986                   | 1987                   | 1988                   | 1989                   | 1990                   | 1991                   | 1992                   | 1993                   | 1994                   | 1995                   | 2003                   | 2004                   | 2005                   | 2006                   | Vinte | Finali |
| ---------------------- | ---------------------- | ---------------------- | ---------------------- | ---------------------- | ---------------------- | ---------------------- | ---------------------- | ---------------------- | ---------------------- | ---------------------- | ---------------------- | ---------------------- | ---------------------- | ---------------------- | ---------------------- | ---------------------- | ---------------------- | ---------------------- | ---------------------- | ---------------------- | ---------------------- | ---------------------- | ---------------------- | ---------------------- | ---------------------- | ---------------------- | ---------------------- | ---------------------- | ----- | ------ |
| Australian Open        | S                      | -                      | -                      | F                      | -                      | -                      | -                      | -                      | QF                     | V                      | F                      | V                      | QF                     | V                      | -                      | F                      | QF                     | SF                     | -                      | -                      | -                      | -                      | -                      | -                      | -                      | -                      | -                      | -                      | 3     | 3      |
| Australian Open        | D                      | -                      | -                      | -                      | -                      | -                      | -                      | -                      | V                      | F                      | V                      | V                      | V                      | V                      | -                      | V                      | V                      | V                      | -                      | -                      | -                      | -                      | -                      | -                      | -                      | -                      | -                      | -                      | 8     | 1      |
| Australian Open        | DM                     | -                      | -                      | -                      | -                      | -                      | -                      | -                      | -                      | -                      | -                      | -                      | -                      | -                      | -                      | -                      | F                      | -                      | -                      | -                      | -                      | -                      | -                      | -                      | V                      | F                      | -                      | -                      | 1     | 2      |
| Totale Australian Open | Totale Australian Open | Totale Australian Open | Totale Australian Open | Totale Australian Open | Totale Australian Open | Totale Australian Open | Totale Australian Open | Totale Australian Open | Totale Australian Open | Totale Australian Open | Totale Australian Open | Totale Australian Open | Totale Australian Open | Totale Australian Open | Totale Australian Open | Totale Australian Open | Totale Australian Open | Totale Australian Open | Totale Australian Open | Totale Australian Open | Totale Australian Open | Totale Australian Open | Totale Australian Open | Totale Australian Open | Totale Australian Open | Totale Australian Open | Totale Australian Open | Totale Australian Open | 12    | 6      |
| Open di Francia        | S                      | SF                     | SF                     | F                      | -                      | -                      | -                      | -                      | -                      | SF                     | V                      | 4T                     | V                      | F                      | F                      | F                      | 4T                     | -                      | -                      | -                      | -                      | -                      | 1T                     | -                      | -                      | 1T                     | -                      | -                      | 2     | 4      |
| Open di Francia        | D                      | -                      | -                      | V                      | -                      | -                      | -                      | -                      | -                      | -                      | V                      | -                      | V                      | V                      | V                      | V                      | V                      | -                      | -                      | -                      | -                      | -                      | -                      | -                      | -                      | -                      | -                      | -                      | 7     | 0      |
| Open di Francia        | DM                     |                        | V                      | -                      | -                      | -                      | -                      | -                      | -                      | -                      | -                      | -                      | -                      | V                      | -                      | -                      | -                      | -                      | -                      | -                      | -                      | -                      | -                      | -                      | -                      | -                      | F                      | -                      | 2     | 1      |
| Totale Open di Francia | Totale Open di Francia | Totale Open di Francia | Totale Open di Francia | Totale Open di Francia | Totale Open di Francia | Totale Open di Francia | Totale Open di Francia | Totale Open di Francia | Totale Open di Francia | Totale Open di Francia | Totale Open di Francia | Totale Open di Francia | Totale Open di Francia | Totale Open di Francia | Totale Open di Francia | Totale Open di Francia | Totale Open di Francia | Totale Open di Francia | Totale Open di Francia | Totale Open di Francia | Totale Open di Francia | Totale Open di Francia | Totale Open di Francia | Totale Open di Francia | Totale Open di Francia | Totale Open di Francia | Totale Open di Francia | Totale Open di Francia | 11    | 5      |
| Wimbledon              | S                      | 3T                     | 1T                     | SF                     | QF                     | SF                     | V                      | V                      | QF                     | QF                     | V                      | V                      | V                      | V                      | V                      | V                      | F                      | F                      | V                      | SF                     | QF                     | QF                     | F                      | -                      | -                      | 2T                     | -                      | -                      | 9     | 3      |
| Wimbledon              | D                      | -                      | -                      | -                      | V                      | F                      | -                      | V                      | -                      | V                      | V                      | V                      | V                      | F                      | V                      | -                      | -                      | -                      | -                      | -                      | -                      | -                      | -                      | -                      | -                      | -                      | -                      | -                      | 7     | 2      |
| Wimbledon              | DM                     | -                      | -                      | -                      | -                      | -                      | -                      | -                      | -                      | -                      | -                      | -                      | -                      | V                      | F                      | -                      | -                      | -                      | -                      | -                      | -                      | V                      | -                      | V                      | V                      | -                      | -                      | -                      | 4     | 1      |
| Totale Wimbledon       | Totale Wimbledon       | Totale Wimbledon       | Totale Wimbledon       | Totale Wimbledon       | Totale Wimbledon       | Totale Wimbledon       | Totale Wimbledon       | Totale Wimbledon       | Totale Wimbledon       | Totale Wimbledon       | Totale Wimbledon       | Totale Wimbledon       | Totale Wimbledon       | Totale Wimbledon       | Totale Wimbledon       | Totale Wimbledon       | Totale Wimbledon       | Totale Wimbledon       | Totale Wimbledon       | Totale Wimbledon       | Totale Wimbledon       | Totale Wimbledon       | Totale Wimbledon       | Totale Wimbledon       | Totale Wimbledon       | Totale Wimbledon       | Totale Wimbledon       | Totale Wimbledon       | 20    | 6      |
| US Open                | S                      | 2T                     | 4T                     | QF                     | 1T                     | QF                     | QF                     | QF                     | 4T                     | F                      | SF                     | V                      | V                      | F                      | V                      | V                      | SF                     | F                      | 4T                     | F                      | 2T                     | 4T                     | -                      | -                      | -                      | -                      | -                      | -                      | 4     | 4      |
| US Open                | D                      | -                      | -                      | -                      | -                      | V                      | V                      | F                      | V                      | -                      | -                      | V                      | V                      | F                      | V                      | V                      | -                      | V                      | V                      | -                      | -                      | -                      | -                      | -                      | F                      | -                      | -                      | -                      | 9     | 3      |
| US Open                | DM                     | -                      | -                      | -                      | -                      | -                      | -                      | -                      | -                      | -                      | -                      | -                      | -                      | V                      | F                      | V                      | -                      | -                      | -                      | -                      | -                      | F                      | -                      | -                      | -                      | -                      | -                      | V                      | 3     | 2      |
| Totale US Open         | Totale US Open         | Totale US Open         | Totale US Open         | Totale US Open         | Totale US Open         | Totale US Open         | Totale US Open         | Totale US Open         | Totale US Open         | Totale US Open         | Totale US Open         | Totale US Open         | Totale US Open         | Totale US Open         | Totale US Open         | Totale US Open         | Totale US Open         | Totale US Open         | Totale US Open         | Totale US Open         | Totale US Open         | Totale US Open         | Totale US Open         | Totale US Open         | Totale US Open         | Totale US Open         | Totale US Open         | Totale US Open         | 16    | 9      |
| Totale Grande Slam     | Totale Grande Slam     | Totale Grande Slam     | Totale Grande Slam     | Totale Grande Slam     | Totale Grande Slam     | Totale Grande Slam     | Totale Grande Slam     | Totale Grande Slam     | Totale Grande Slam     | Totale Grande Slam     | Totale Grande Slam     | Totale Grande Slam     | Totale Grande Slam     | Totale Grande Slam     | Totale Grande Slam     | Totale Grande Slam     | Totale Grande Slam     | Totale Grande Slam     | Totale Grande Slam     | Totale Grande Slam     | Totale Grande Slam     | Totale Grande Slam     | Totale Grande Slam     | Totale Grande Slam     | Totale Grande Slam     | Totale Grande Slam     | Totale Grande Slam     | Totale Grande Slam     | 59    | 26     |

## Statistiche partite di singolare
| Anno     | Tornei | Titoli | Cemento V–S | Terra rossa V–S | Erba V–S | Sintetico V–S | Totale V–S | Percentuale vittorie | Ranking a fine anno |
| -------- | ------ | ------ | ----------- | --------------- | -------- | ------------- | ---------- | -------------------- | ------------------- |
| 1973     | 16     | 0      | 0–0         | 17–9            | 2–2      | 4–5           | 23–16      | 59.0%                | N/A                 |
| 1974     | 20     | 1      | 0–0         | 16–6            | 8–4      | 7–9           | 31–19      | 62.0%                | 9                   |
| 1975     | 24     | 4      | 15–3        | 31–7            | 9–3      | 31–8          | 86–21      | 80.4%                | 4                   |
| 1976     | 17     | 2      | 4–3         | 1–3             | 9–2      | 25–7          | 39–15      | 72.2%                | 5                   |
| 1977     | 21     | 6      | 9–6         | 10–1            | 7–2      | 37–8          | 63–17      | 78.8%                | 3                   |
| 1978     | 20     | 11     | 18–4        | 2–1             | 13–0     | 47–4          | 80–9       | 89.9%                | 1                   |
| 1979     | 23     | 10     | 18–4        | 3–1             | 14–2     | 60–6          | 88–12      | 88.0%                | 1                   |
| 1980     | 24     | 11     | 27–6        | 5–0             | 12–4     | 40–5          | 84–15      | 85.7%                | 3                   |
| 1981     | 23     | 10     | 18–2        | 7–2             | 21–4     | 42–4          | 88–12      | 88.0%                | 3                   |
| 1982     | 18     | 15     | 14–1        | 15–0            | 21–1     | 40–1          | 90–3       | 96.8%                | 1                   |
| 1983     | 17     | 16     | 22–0        | 12–1            | 19–0     | 33–0          | 86–1       | 98.8%                | 1                   |
| 1984     | 15     | 13     | 21–0        | 16–0            | 27–1     | 18–1          | 78–2       | 97.5%                | 1                   |
| 1985     | 17     | 12     | 19–3        | 19–1            | 29–0     | 17–1          | 84–5       | 94.4%                | 1                   |
| 1986     | 17     | 14     | 12–0        | 15–2            | 13–0     | 49–1          | 89–3       | 96.7%                | 1                   |
| 1987     | 12     | 4      | 15–2        | 13–3            | 17–2     | 11–1          | 56–8       | 87.5%                | 2                   |
| 1988     | 16     | 9      | 11–3        | 17–2            | 12–1     | 30–1          | 70–7       | 90.9%                | 2                   |
| 1989     | 16     | 8      | 30–2        | 6–2             | 17–1     | 20–3          | 73–7       | 91.3%                | 2                   |
| 1990     | 13     | 6      | 12–2        | 14–3            | 13–0     | 13–2          | 52–7       | 88.1%                | 3                   |
| 1991     | 14     | 5      | 11–1        | 6–3             | 15–1     | 21–4          | 53–9       | 85.5%                | 4                   |
| 1992     | 12     | 4      | 9–1         | 1–1             | 6–2      | 22–4          | 38–8       | 82.6%                | 5                   |
| 1993     | 13     | 5      | 10–2        | 2–1             | 12–2     | 22–3          | 46–8       | 85.2%                | 3                   |
| 1994     | 15     | 1      | 3–2         | 7–5             | 8–2      | 15–5          | 33–14      | 70.2%                | 8                   |
| 2002     | 1      | 0      | 0–0         | 0–0             | 1–1      | 0–0           | 1–1        | 50.0%                | NR                  |
| 2003     | 0      | 0      | 0–0         | 0–0             | 0–0      | 0–0           | 0–0        | 00.0%                | NR                  |
| 2004     | 5      | 0      | 0–0         | 0–3             | 2–2      | 0–0           | 2–5        | 28.6%                | 376                 |
| 2005     | 1      | 0      | 0–0         | 0–0             | 0–1      | 0–0           | 0–1        | 00.0%                | NR                  |
| Carriera | 390    | 167    | 298–47      | 235–57          | 307–40   | 604–83        | 1444–227   | 86.4%                | N/A                 |

- La Navratilova non ha giocato un match ufficiale di singolare del WTA Tour dal 1995 al 2001.

## Guadagni
| Anno     | Grande Slam titoli singolare | WTA titoli singolare | Totale titoli singolare | Guadagni ($) | Classifica annuale guadagni |
| -------- | ---------------------------- | -------------------- | ----------------------- | ------------ | --------------------------- |
| 1973-74  | 0                            | 1                    | 1                       | 152,118      | n/a                         |
| 1975     | 0                            | 4                    | 4                       | 173,688      | 2                           |
| 1976     | 0                            | 2                    | 2                       | 128,535      | 5                           |
| 1977     | 0                            | 6                    | 6                       | 300,317      | 2                           |
| 1978     | 1                            | 10                   | 11                      | 450,757      | 2                           |
| 1979     | 1                            | 9                    | 10                      | 618,698      | 1                           |
| 1980     | 0                            | 11                   | 11                      | 749,250      | 1                           |
| 1981     | 1                            | 9                    | 10                      | 865,437      | 1                           |
| 1982     | 2                            | 13                   | 15                      | 1,475,055    | 1                           |
| 1983     | 3                            | 13                   | 16                      | 1,456,030    | 1                           |
| 1984     | 3                            | 10                   | 13                      | 2,173,556    | 1                           |
| 1985     | 2                            | 10                   | 12                      | 1,328,829    | 1                           |
| 1986     | 2                            | 12                   | 14                      | 1,905,841    | 1                           |
| 1987     | 2                            | 2                    | 4                       | 932,102      | 2                           |
| 1988     | 0                            | 9                    | 9                       | 1,333,782    | 2                           |
| 1989     | 0                            | 8                    | 8                       | 975,614      | 2                           |
| 1990     | 1                            | 5                    | 6                       | 1,330,794    | 3                           |
| 1991     | 0                            | 5                    | 5                       | 989,986      | 4                           |
| 1992     | 0                            | 4                    | 4                       | 731,933      | 5                           |
| 1993     | 0                            | 5                    | 5                       | 1,036,119    | 4                           |
| 1994     | 0                            | 1                    | 1                       | 851,082      | 7                           |
| Carriera | 18                           | 149                  | 167                     | 21,626,089   | 7                           |

## Testa a testa con giocatrici classificate nella top-10[1]
Le giocatrici contrassegnate in grassetto sono delle ex numero uno.
- Chris Evert 43–37
- Pam Shriver 40–3
- Zina Garrison 33–1
- Wendy Turnbull 29–5
- / Hana Mandlíková 29–7
- Helena Suková 26–6
- Claudia Kohde-Kilsch 22–2
- Mima Jaušovec 21–1
- Tracy Austin 20–13
- Dianne Fromholtz 19–4
- Barbara Potter 18–0
- Virginia Wade 18–6
- Betty Stöve 16–3
- Gabriela Sabatini 15–6
- Evonne Goolagong 15–12
- Jo Durie 13–0
- Greer Stevens 13–0
- Virginia Ruzici 13–0
- Kathy Jordan 13–1
- Lori McNeil 12–0
- Arantxa Sánchez Vicario 12–3
- / Manuela Maleeva 11–3
- Andrea Jaeger 11–4
- Nathalie Tauziat 9–1
- Kerry Reid 9–1
- Rosemary Casals 9–4
- Billie Jean King 9–5
- Steffi Graf 9–9
- Mary Joe Fernández 8–0
- / Nataša Zvereva 8–5
- Katerina Maleeva 7–1
- Monica Seles 7–10
- Françoise Dürr 6–1
- Jana Novotná 6–1
- Andrea Temesvári 5–0
- Margaret Court 5–2
- Amanda Coetzer 4–0
- Brenda Schultz-McCarthy 4–0
- Julie Halard-Decugis 4–0
- Ol'ga Morozova 4–1
- Magdalena Maleeva 4–2
- Nancy Richey 4–2
- Julie Heldman 3–2
- Chanda Rubin 1–0
- Iva Majoli 1–0
- Christine Truman 1–0
- Maria Bueno 1–0
- Ai Sugiyama 1–0
- Irina Spîrlea 1–0
- Lindsay Davenport 1–0
- Jennifer Capriati 1–1
- Mary Pierce 1–1
- Anke Huber 1–2
- Conchita Martínez 1–4
- Daniela Hantuchová 0–1

## Record[2]
(Martina Navrátilová dopo aver stabilito il record della giocatrice più anziana a vincere un match WTA)

### Grande Slam
- Super Slam (almeno una vittoria in singolare, doppio e doppio misto nei quattro tornei del Grande Slam)
- 4: Maggior numero di titoli vinti a Wimbledon senza perdere un set
- 6: Maggior numero di titoli in singolare a Wimbledon consecutivi
- 6: Maggior numero di titoli vinti senza perdere un set
- 9: Maggior numero di finali raggiunte consecutivamente a Wimbledon
- 9: Maggior numero di titoli in singolare a Wimbledon
- 12: Maggior numero di finali raggiunte a Wimbledon
- 19: Maggior numero di semifinali consecutive raggiunte
- 20: Maggior numero di titoli a Wimbledon
- 31: Maggior numero di titoli in doppio femminile
- 41: Maggior numero di titoli in doppio vinti
- 49 anni e 10 mesi: Vincitrice più anziana di un torneo

### Altro
- 8: Maggior numero di WTA Tour Championships vinti in singolare
- 13: Maggior numero di titoli vinti consecutivamente in una stagione
- 18: Maggior numero di incontri vinti contro la numero uno del mondo in singolare
- 21: Maggior numero di anni consecutivi vincendo almeno un torneo all'anno
- 23: Maggior numero di finali consecutive disputate
- 61: Maggior numero di finali disputate contro la stessa giocatrice (Chris Evert)
- 74: Maggior numero di incontri vinti consecutivamente
- 80: Maggior numero di incontri disputati contro la stessa giocatrice (Chris Evert)
- 93: Maggior numero di titoli indoor vinti
- 109: Incontri consecutivi vinti in doppio
- 167: Maggior numero di titoli in singolare
- 177: Maggior numero di titoli in doppio
- 239: Maggior numero di finali disputate
- 1.442: Maggior numero di doppi disputati
- 1.455: Maggior numero di singolari vinti
- 1.661: Maggior numero di singolari disputati